# Histoire du Venezuela

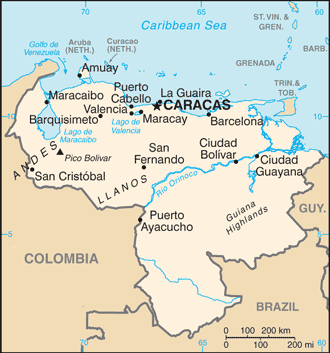
Venezuela, au présent

 (juillet 2020).
Le contenu est difficilement compréhensible vu les erreurs de traduction, qui sont peut-être dues à l'utilisation d'un logiciel de traduction automatique.
L'histoire du Venezuela commence avec les premières occupations humaines du territoire actuel par les natifs aborigènes entre 17 000 et 12 000 ans AP. Son histoire moderne débute avec l'arrivée des navigateurs et colons venant d'Espagne en 1498, puis de manière plus générale à partir du XVIe siècle avec le commencement de la conquête espagnole.
Après le gouvernement des cabildos, est constituée la province de Venezuela (1527) avant que soit formée la Capitainerie générale du Venezuela avec six autres provinces de la vice-royauté de Nouvelle-Grenade en 1777.
À la fin du XVIIIe siècle, les premiers mouvements séparatistes surgissent et dans les années 1810's il se constitue nation indépendante de l'Espagne comme d'autres pays de la région à la suite des guerres d'indépendance latino-américaines.
Au restant du XIXe siècle, son histoire est très liée à son histoire politique agitée avec des conflits internes, des guerres civiles, la guerre fédérale, entre autres révolutions des régimes de nature militaire qui se succèdent. Au  XXe siècle, c'est le début de sa démocratie et de son essor économique et urbain grâce à l'activité pétrolière qui le définissent.
Au début du XXIe siècle, le pays subit de fortes crises et des tensions internes qui affectent la région et la géopolitique internationale.
La population est estimée à environ 30 millions de Vénézuéliens en 2024, sans prendre en compte des mouvements de population et des diasporas.
La population était approximativement de 2 millions en 1881, 3 millions en 1930, 5 millions en 1950.

## Avant 1500: peuples indigènes

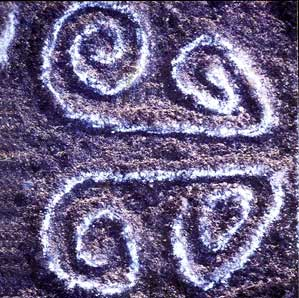
Pétroglyphe, Taima-Taima
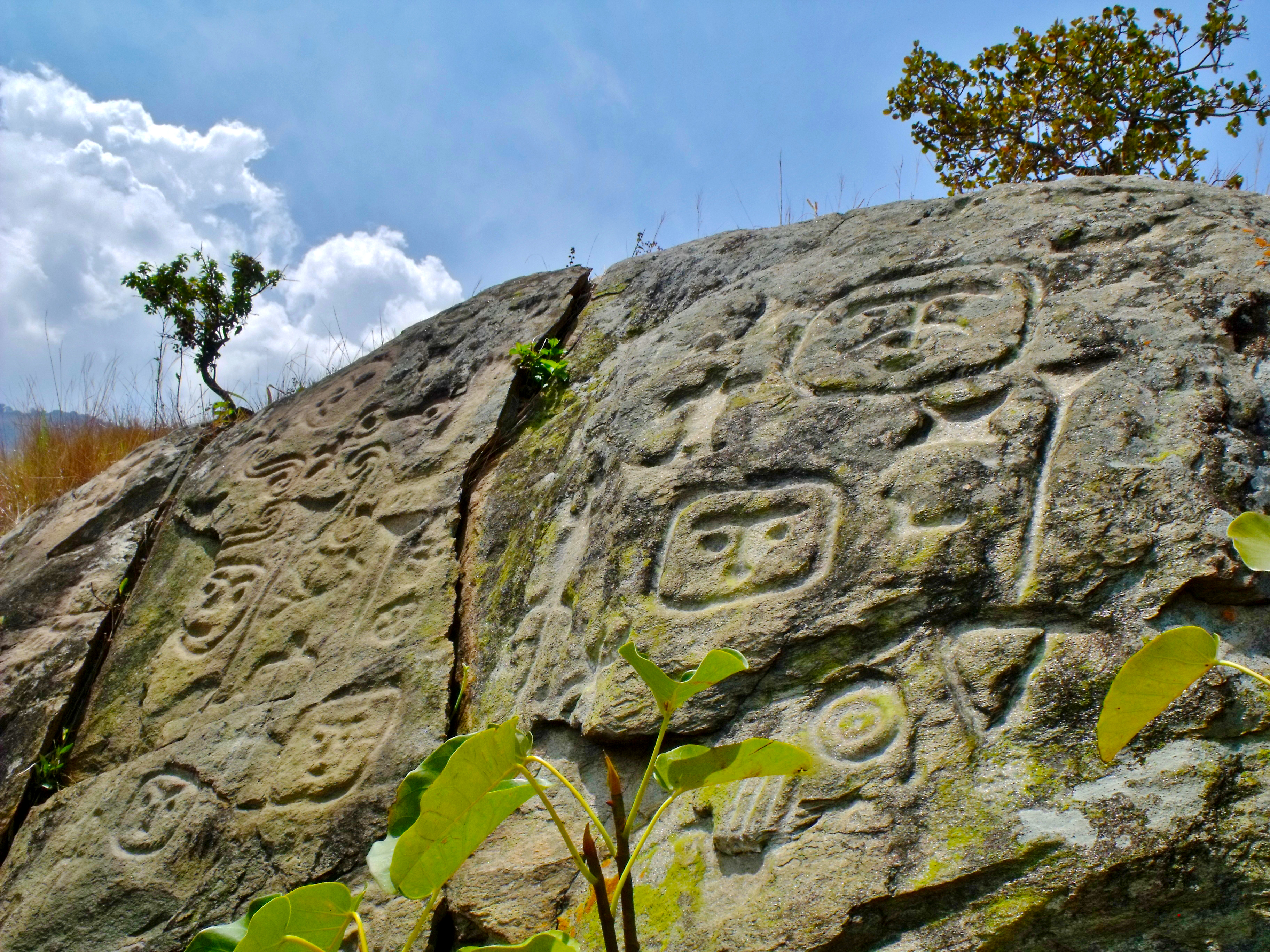
Parc archéogique de Piedra Pintada, Parc national San Esteban
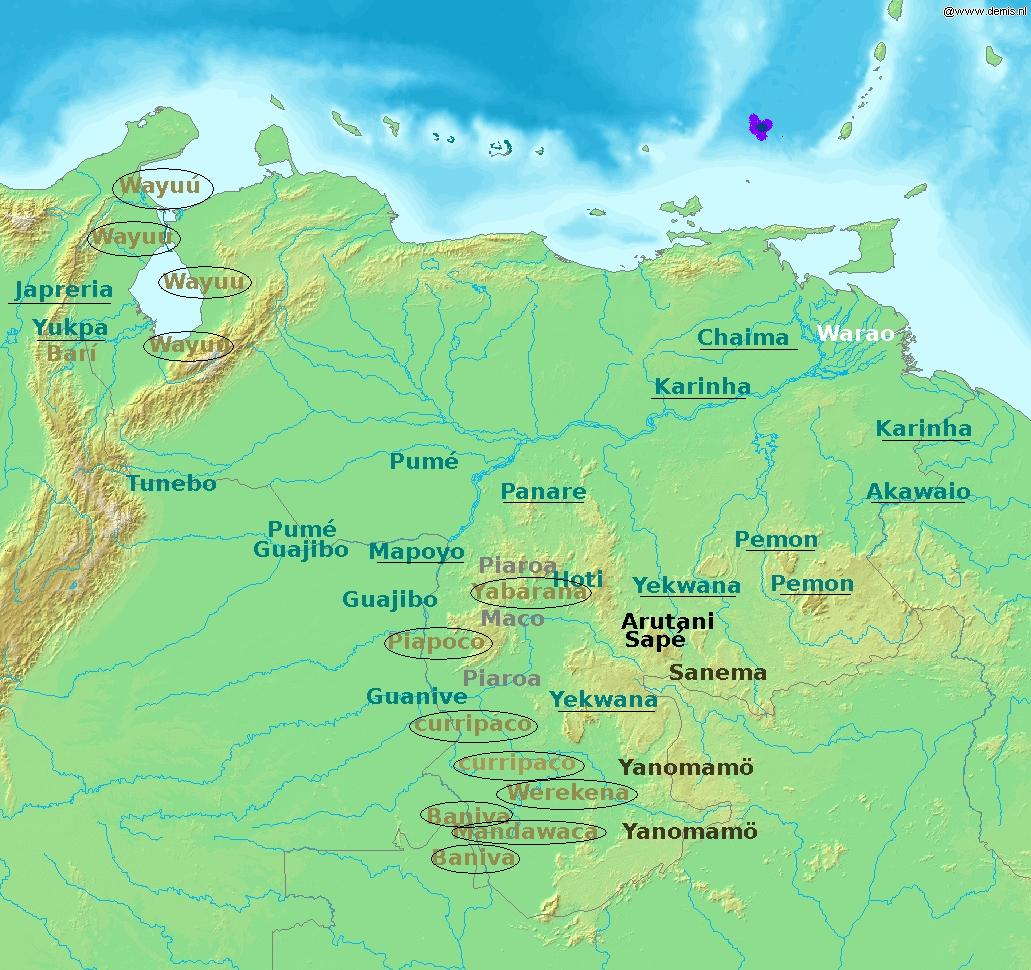
Implantations ethniques
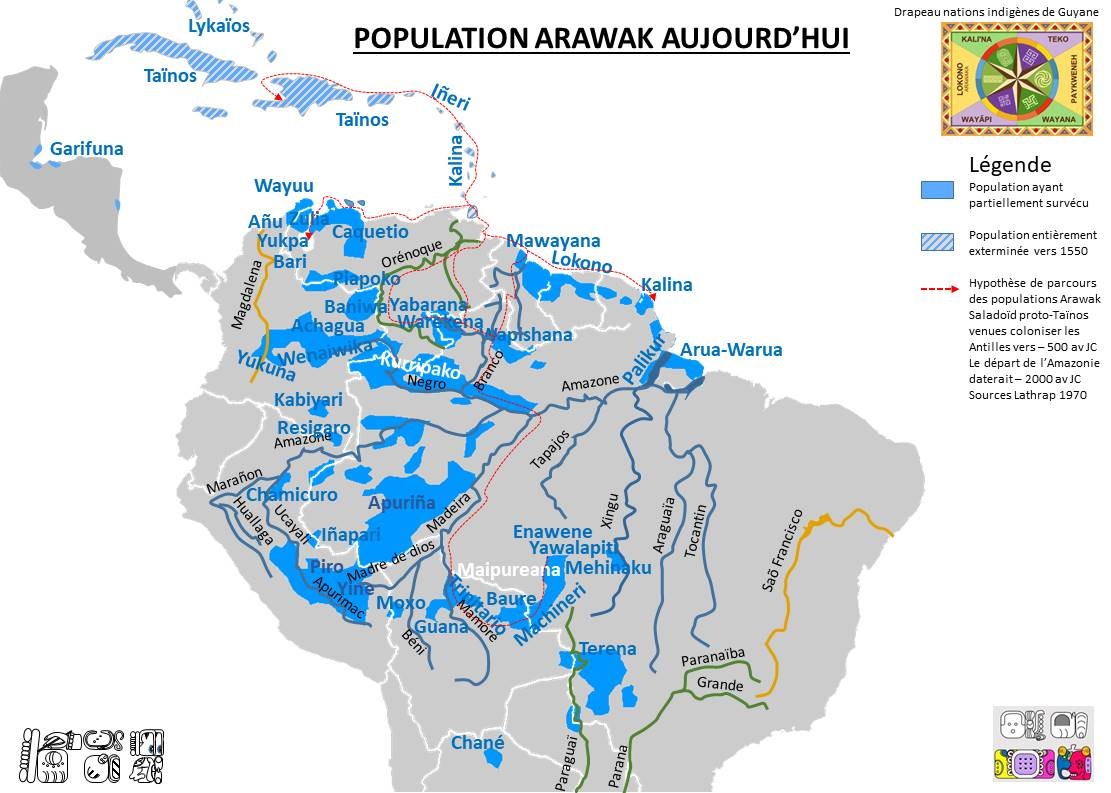
Arawaks vers 2000

La période "paléo-indienne" (5000-1000 AEC) livre des amas coquilliers et des polisseurs de grès, de populations de chasseurs-pêcheurs-cueilleurs.
À la période "méso-indienne" (2700-1000 AEC), apparaissent les premières céramiques, et la culture du manioc et de la patate douce (dans la région amazonienne), avec sédentarisation.
À la période "indienne" (dernier millénaire AEC), les sites de Caño del Oso et La Betania permettent d'observer champs de culture avec des crêtes artificielles, des terrasses pour l'agriculture, des buttes pour l'habitation.
Les populations sont Arawaks, Kali'na (Karib, Galibi), Timoto–Cuica (es), Mariche (es).
Vers 800-1000, apparaissent des villages, avec silos souterrains, cultures à flanc de colline (maïs, tubercules, haricots, fruits).
Vers 1500, il existe des chefferies, avec des caciques, dont certains sont connus : Guaicaipuro (1530-1568), Tamanaco (cacique) (es), Yare (cacique) (es), Apacuana (es).
Il ne semble pas avoir existé de formes d'État significatives, puisque les chroniqueurs n'en évoquent pas, tout comme les archéologues.
La population indigène totale paraît difficile à chiffrer, du moins hors des côtes.

### Galerie Timoto-Cuica

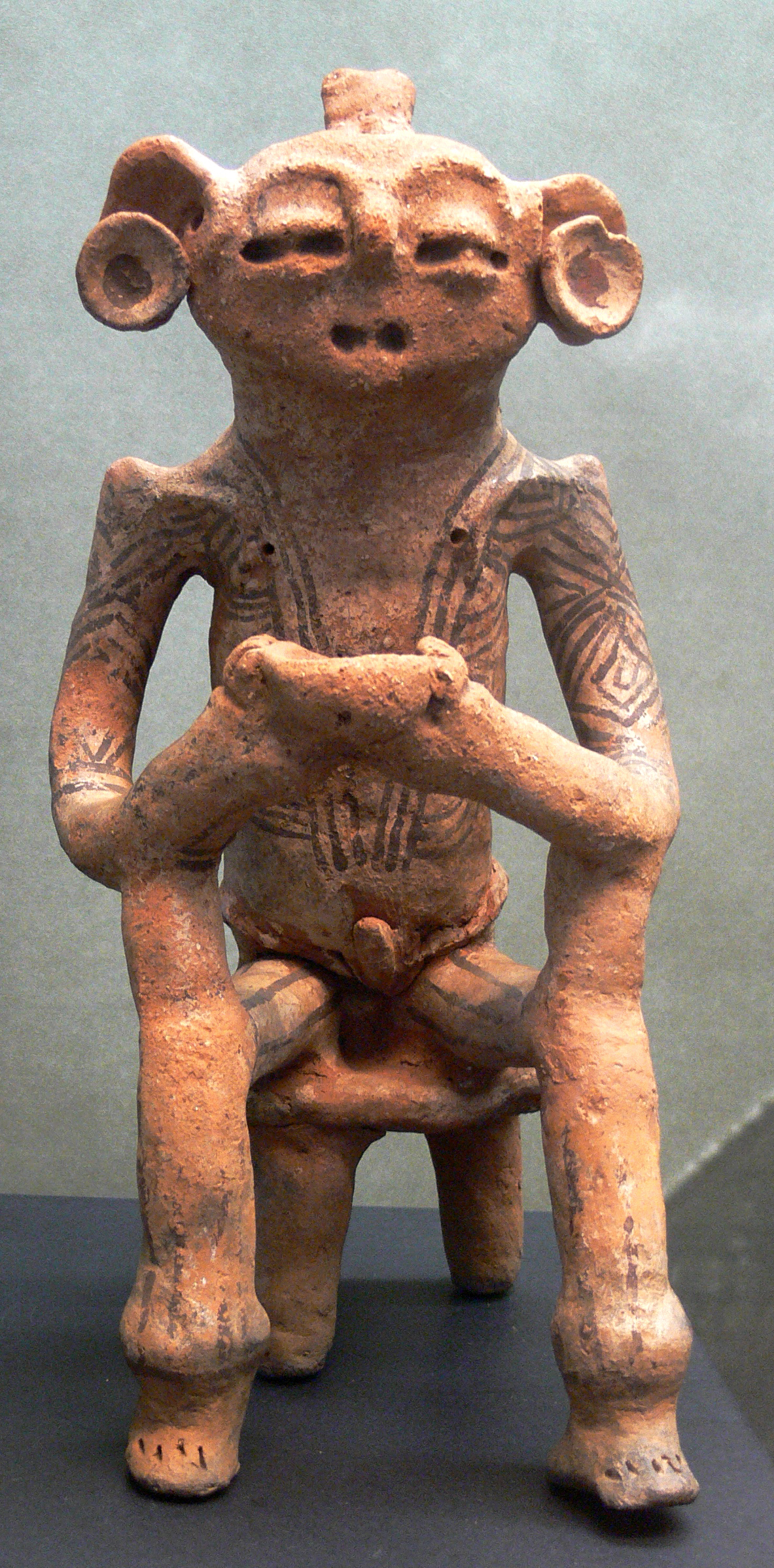
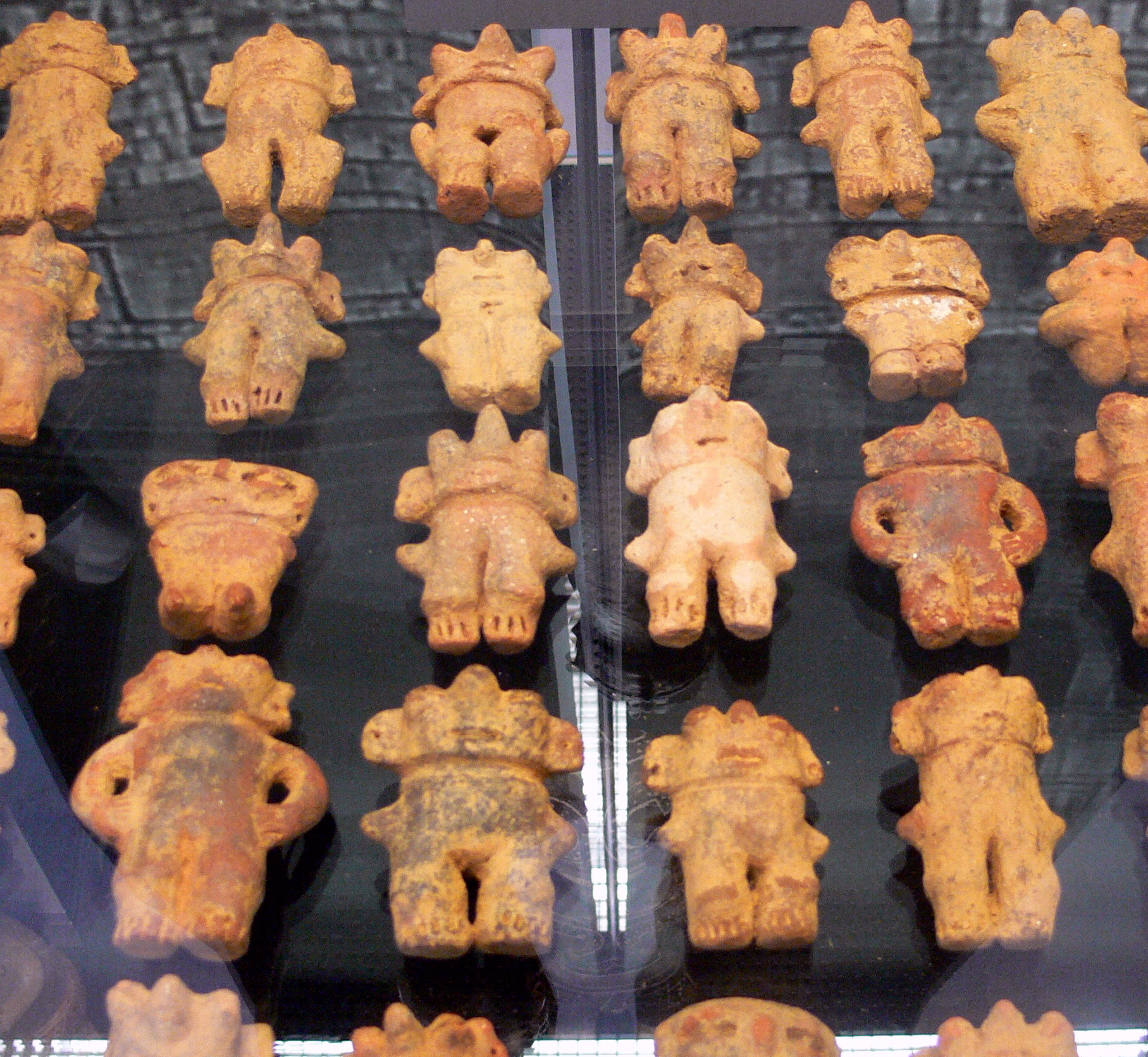
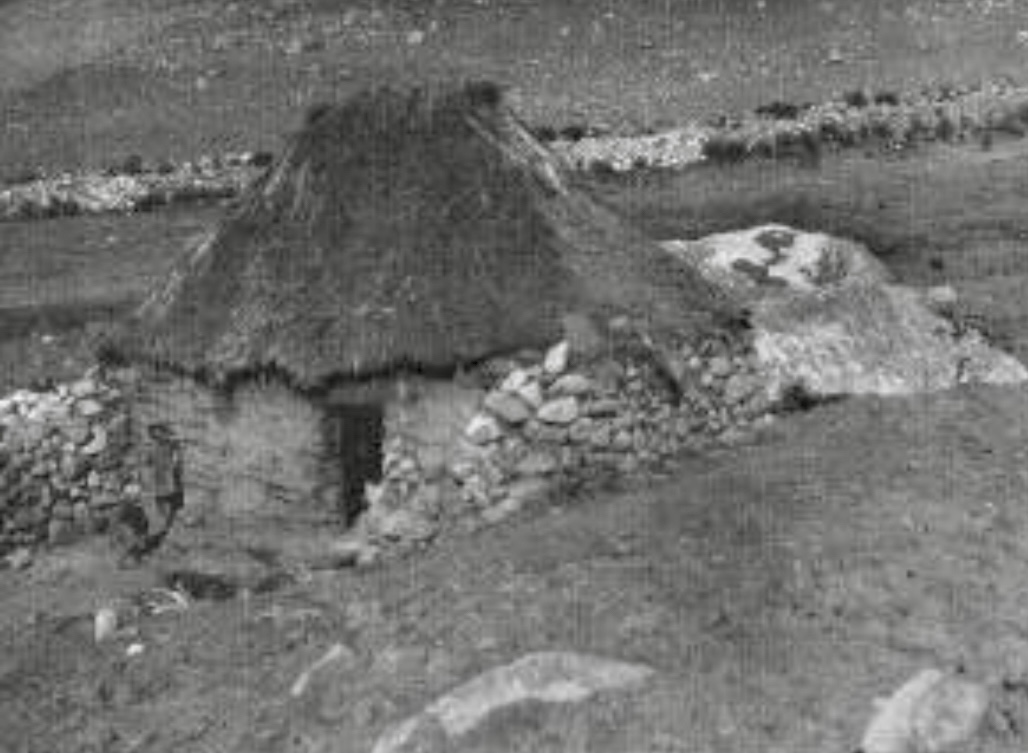

## XVIesiècle: conquête espagnole, courte administration allemande

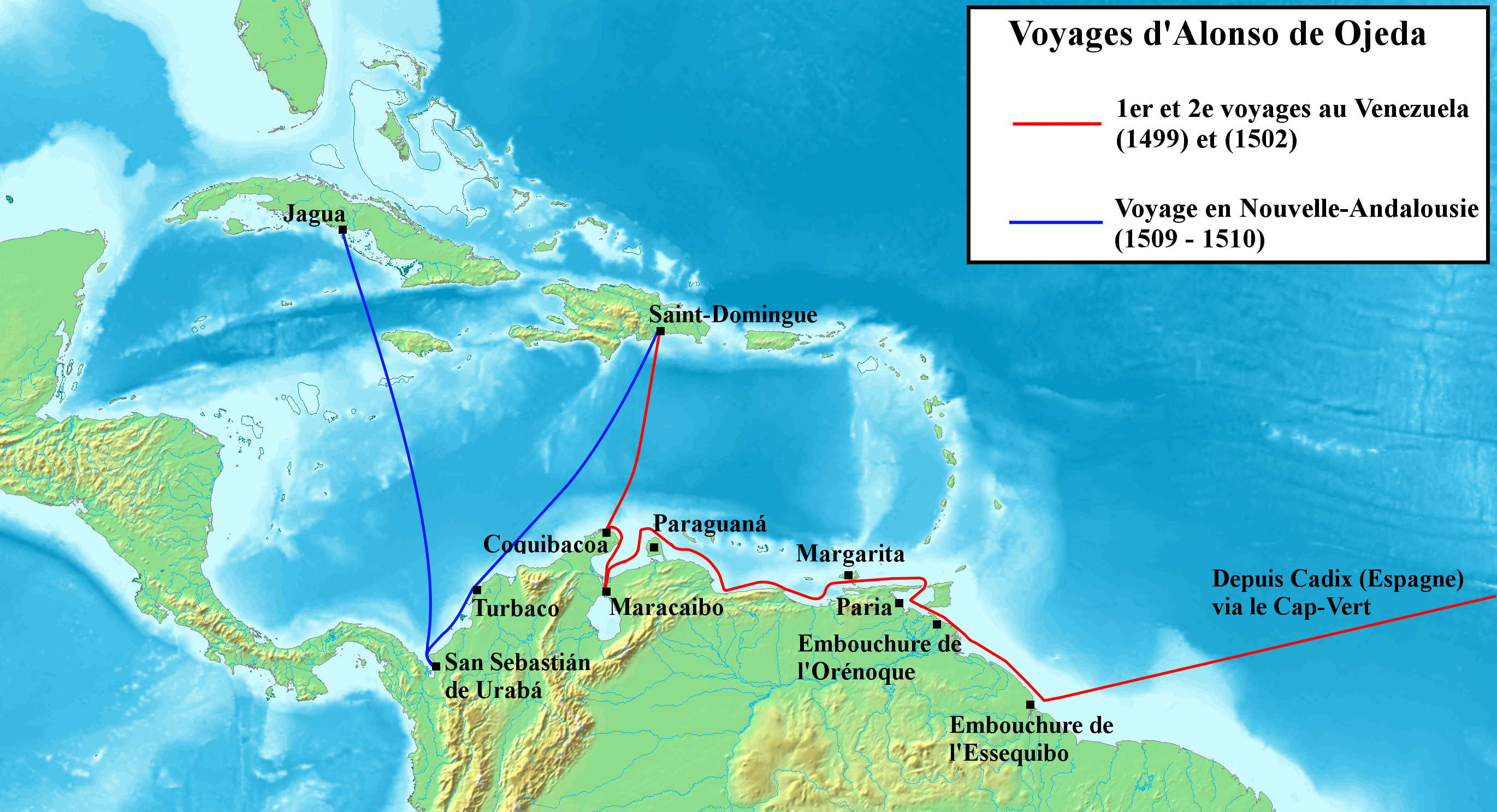
Voyages de Alonso de Ojeda

- Colonisation espagnole de la terre ferme d'Amérique, Tierra Firme

L'installation des humains sur le territoire du Venezuela daterait d'il y a environ 16 000 ans, résultat de la migration de populations de l'Amazonie, des Andes et des Caraïbes. Le site préhistorique de Taima-Taima, situé dans la région côtière du nord-ouest du Venezuela, est un lieu de chasse et d'abattage de faune préhistorique car des nombreux artefacts furent trouvés sur les lieux: pointes de lance et outils lithiques de la culture "El Jobo" qui se développa entre 17 000 ans et 12 000 ans dans le nord-est de l'Amérique du Sud.
Le 5 août 1498, Christophe Colomb touche le Venezuela alors qu'il commence son troisième voyage vers les Indes Occidentales. Parti plus au sud que lors de ses précédents voyages, il pénètre dans le golfe de Paria remarquant des évidences d'un grand fleuve ou source d'eau douce en Mer.
Lorsque l'année suivante le Florentin Amerigo Vespucci et l'Espagnol Alonso de Ojeda explorent cette région pour la première fois (côte nord-ouest de l'actuel pays), ils découvrent des indigènes (dont des Caraïbes, des Arawaks et des Cumanagatos), vivant principalement d'agriculture et de chasse, installés le long de la côte, de la Cordillère des Andes et du fleuve Orénoque. Les maisons sur pilotis des Indiens du golfe de Maracaibo leur font penser à une petite Venise, Venezziola, ce qui aurait motivé, selon l'hypothèse la plus répandue, le nom du pays.
Après la première colonie permanente, à Nueva Cadiz créée en 1522 par les Espagnols, la famille Welser, des marchands allemands mandatés par Charles Quint, tenta la première colonisation en profondeur. En 1506-1507, Bartholomé Welser a participé aux voyages portugais vers les Indes, dans le cadre de la Feitoria de Flandres. Il reçoit le droit de coloniser le Venezuela, comme gage d'un emprunt, fait à l'empire espagnol, qui a subi en 1519 des échecs face aux Amérindiens dans la région du Darién, appelée Castille d'Or, qui regroupe alors les pays actuels du Panama, de la Colombie et du Venezuela, obligeant l'Espagne à déplacer la capitale de Santa María la Antigua del Darién à Panama, dans les années 1515, qui voient Bartolomé de las Casas dénoncer les violences contre les Amérindiens.
Welser s'engage à fournir des esclaves noirs à la nouvelle colonie. En 1526, il envoie à Hispaniola son agent Ambrosius Ehinger, qui y fonde une factorerie, c'est-à-dire un comptoir commercial. Le 27 mars 1528, l'empereur espagnol Charles Quint accorde à ses agents Henri Ehinger et Jérôme Sayler une charte ou "capitulation", pour l'exploitation de la province de Santa Marta, dans l'actuelle Colombie, et de la région comprise entre les caps de la Vela et Maracapana : Klein-Venedig (1528-1546), Colons et intérêts allemands en Amérique latine.
Une seconde capitulation, du 15 février 1531, transfère le bénéfice de la première aux frères Antoine et Bartholomé Welser. Cette concession ne diffère pas des chartes accordées à Christophe Colomb. Mêmes droits, mêmes privilèges, mêmes pouvoirs d'administration. Une clause fixe l'obligation d'introduire 50 maîtres mineurs pour l'exploitation des mines de la colonie, qui est de fait mal observée, ces contremaîtres étant repartis presque tous dès 1535. Seuls les dirigeants et quelques officiers du corps expéditionnaire sont allemands.
Le 24 février 1529, Henri Ehinger et Jérôme Sayler arrivent à Coro sur trois navires de Cadix, avec 700 fantassins et 80 cavaliers de nationalités diverses. Les conflits entre Allemands et Espagnols, sur fond d'expéditions à la recherche de l'Eldorado, aboutissent à l'assassinat de Philipp von Hutten et de Bartholomé Welser en 1546 à Tocuso par les Espagnols Juan de Carvajal et Pedro de Limpias, ce qui marque le début de la fin du temps de la famille Welser dans les territoires.
Le bilan économique se réduit à la découverte d'huîtres perlières et à la fondation de Maracaibo. 
Dès 1546, les derniers Allemands quittent le Venezuela. 
Le 30 avril 1556, les Welser sont déclarés déchus de leur concession par une décision du Conseil des Indes, siégeant à Madrid. 
Le Venezuela est rattaché à la couronne espagnole mais il faut attendre 1567 pour la fondation de Caracas, avec l'aide cette fois de flamands.
Aux XVIe et XVIIe siècles, le Venezuela est une colonie assez négligée, car les Espagnols se concentrent surtout sur l'extraction de l'or dans d'autres régions d'Amérique du Sud. 
C'est pourquoi les explorateurs anglais n'hésitent pas à effectuer des reconnaissances dans cette région qu'ils appellent « Guiana » : ainsi l'expédition de Robert Dudley (1574-1649) le long de l’Orénoque en 1594, et celles de Walter Raleigh en 1597 et 1617.

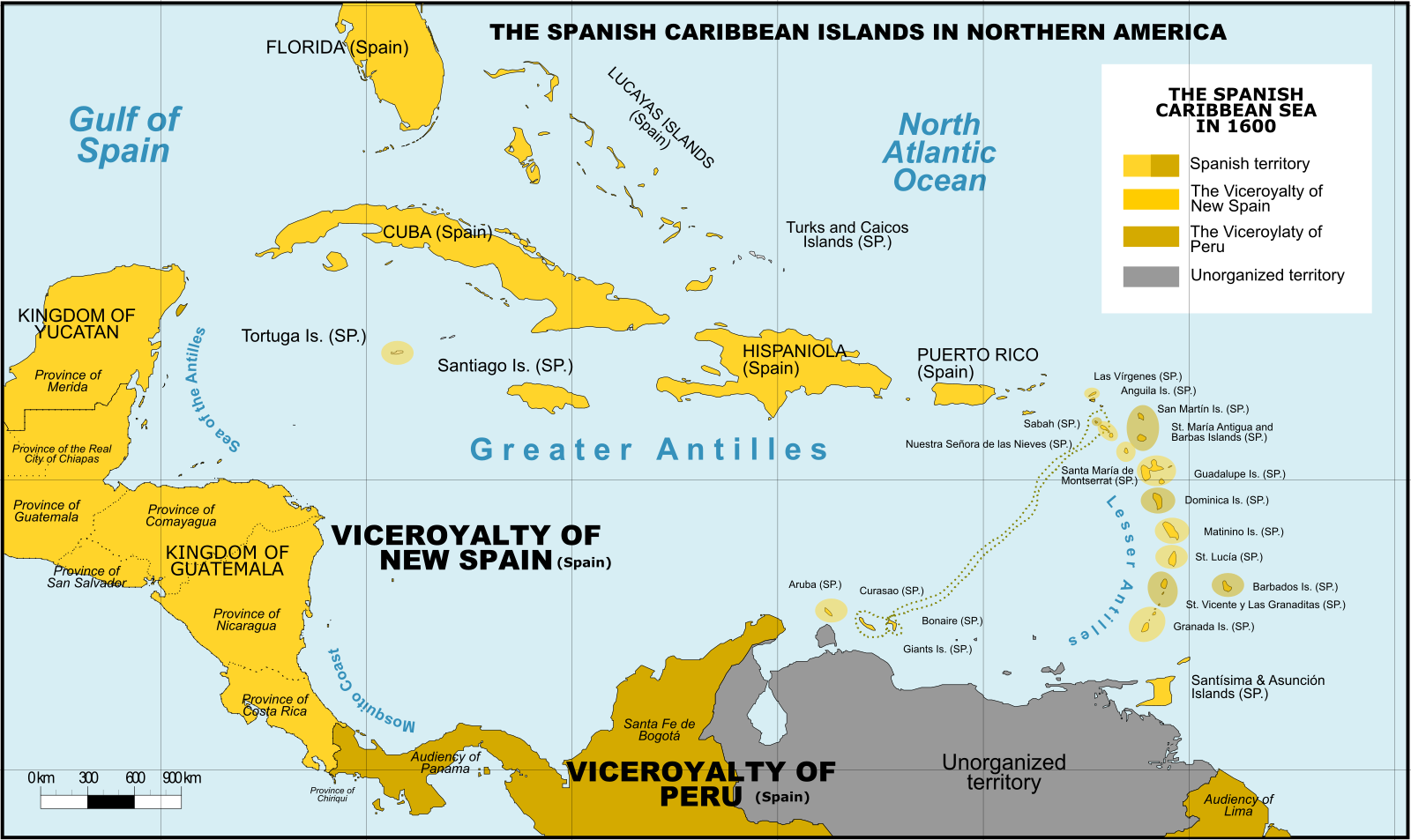
Caraïbes et Terre-Ferme vers 1600

## XVIIeetXVIIIesiècles: essor du cacao
L'histoire de la culture du cacao est stimulée par des marchands juifs hollandais de Curaçao, venus d'Amsterdam en 1651 et 1659, puis des zones où trois puissances coloniales les chassent, pour prendre leurs technologies sucrières : les Portugais au Pernambouc en 1654, les Anglais à Pomeroon-Supenaam en 1665, et les Français à la Martinique en 1685. Conscients que le sucre commence à être encombré, ils jouent la carte du cacao, acheté aux Amérindiens de la rivière Yaracuy.
En 1688, le trésor anglais autorise Pieter Henriques, juif de Londres, à importer 200 tonnes de cacao du Venezuela. En 1693, la Guerre de la Ligue d'Augsbourg rapproche la Hollande et l'Espagne: des juifs de Curaçao, créent une ville à Tucacas, à soixante kilomètres à l'ouest de Caracas pour mieux collecter le cacao des amérindiens de l'intérieur des terres. Beaucoup de juifs, venus de Pomeroon-Supenaam, parlent l'espagnol.
Des convois de mules amènent le cacao des vallées de Barquisimiento, Barinas, Turiano, et Coro. Les juifs offrent en échange des textiles des Pays-Bas, des toiles de lin d'Allemagne, du vin, de la cannelle et du poivre. L'armée espagnole attaque Tucacas, mais se heurte aux amérindiens. La colonie hollandaise est commandée par Jorge Christian, Marquis de Tucacas, président de la congrégation appelée "Santa Irmandad", et de Samuel Hebreo, alias Samuel Gradis Gabai, "Señor de las Tucacas".

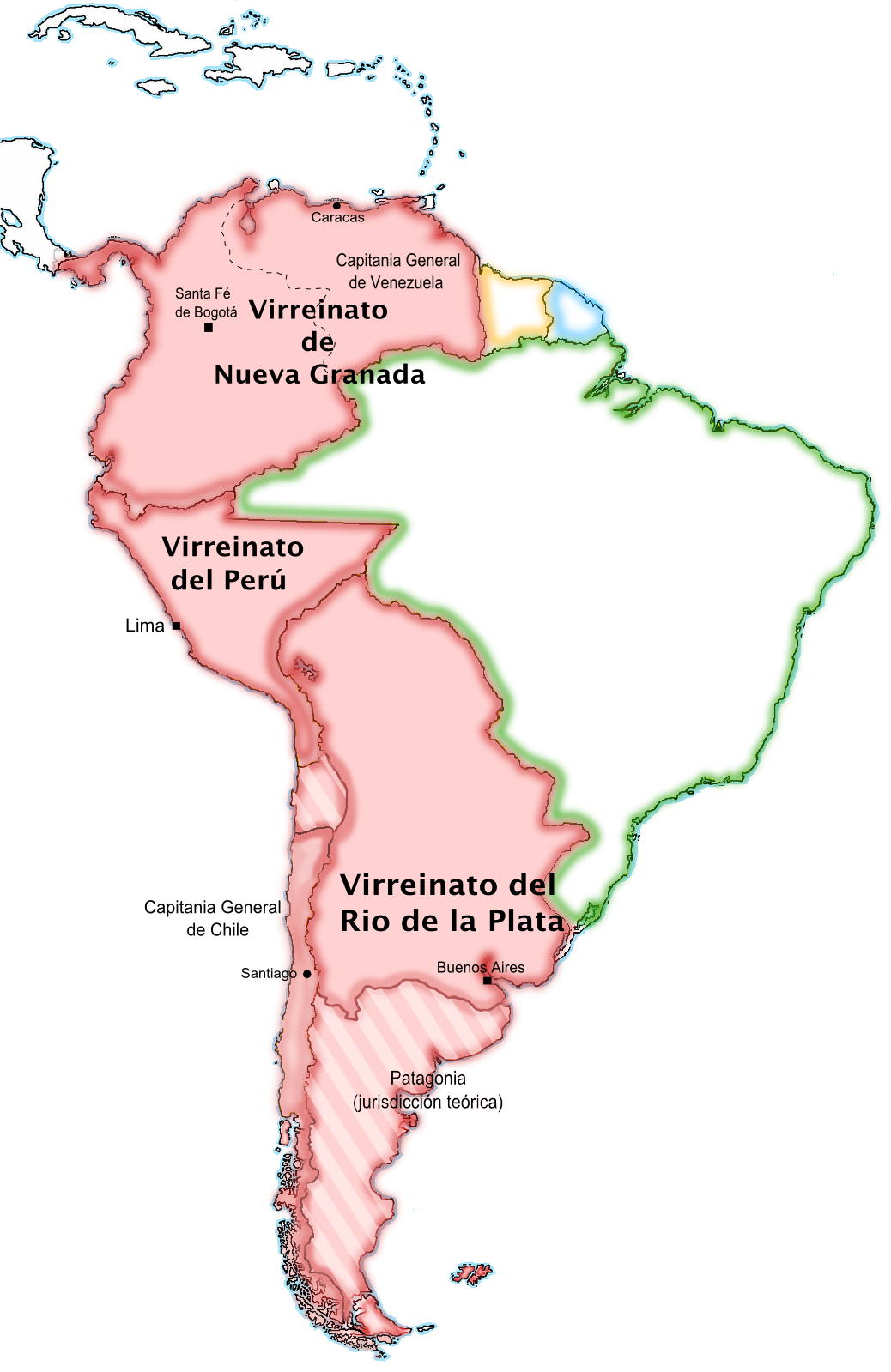
Un état des possessions espagnols en Amérique du Sud, vers 1750

En 1711, 12.000 bales de cacao sortent de Tucacas, selon Juan Jacobo Montero de Espinos, maire de Coro, qui attaque un des convois de mules. En 1717, le Venezuela intègre la Nouvelle-Grenade, qui inclut aussi la Colombie et l'Équateur. Le vice-roi Jorge de Villalonga, en raison des pressions de l'église catholique, décide d'éliminer Tucacas. Pedro Jose de Olivarriaga est nommé commissionnaire contre la "contrebande" . À la tête de 40 navires, il s'empare de Tucacas en 1720. La synagogue est détruite, les juifs fuient à Curaçao sur 30 à 40 navires. Cependant, les populations demandent à conserver des contacts commerciaux avec eux. En 1722, les juifs reviennent à Tucacas pour les foires commerciales, en janvier et juin mais aussi la collecte.
Les Espagnols créent en 1728 la Compagnie Guipuscoane de Caracas, formée de corsaires baques, pour capter le trafic du cacao, toujours orchestré par les Hollandais de Curaçao. De 1730 à 1733, la compagnie affronte une révolte des amérindiens de la rivière Yaracuy, menés par Andresote, soutenue par les hollandais, finalement matée par une armée de 1500 Espagnols.
La moitié du cacao de rivière Yaracuy continue à sortir via la contrebande hollandaise, qui offrait de meilleures marchandises. La quantité de cacao importée en Espagne augmente cependant entre 1728 et 1748. Le prix chuta, de 80 pesos la fanega de 52 litres en 1728, à 45 pesos.
Le cédule royale du 16 septembre 1754 autorise la compagnie à introduire deux mille esclaves noirs dans la province de Caracas, surtout à Ocumare de la Costa, trente kilomètres à l'ouest, de Caracas. On y compte en moyenne 6 000 à 8 000 arbres, par plantation au milieu du XVIIIe siècle, les deux plus importantes appartenant aux sœurs de l'immaculée conception, tandis qu'elles attirent ensuite quatre familles de colon des îles Canaries. L'arrivée des esclaves amena la Colonie française du Darién, principale concurrente, à envisager la même expérience, aboutissant à la colère des indiens Kunas, qui chassèrent leurs associés français en 1760. À la fin du XVIIIe siècle, le cycle du cacao au Venezuela est cassé par la surproduction, la guerre civile et la dispersion des esclaves.

## XIXesiècle: indépendance d'avec l'Espagne
- Indépendance du Venezuela

Venezuela 1810
Venezuela 1813
Venezuela 1819
Grande Colombie 1822
Grande Colombie 1824

Le plus grand mouvement pré-indépendantiste est celui de Francisco de Miranda. Après avoir participé à la guerre d'Indépendance des États-Unis et à la Révolution française, Miranda, avec l'appui de l'Angleterre et des États-Unis, part de New York en 1806.
Le débarquement sur les côtes vénézuéliennes échoue car les bateaux espagnols lui livrent bataille. Il doit fuir vers Trinidad. Avec l'aide du gouverneur de l'île, il organise une deuxième expédition et réussit à débarquer le 3 août 1806 à la Vela de Coro. Mais il n'est pas bien accueilli par les colons et retourne quelque temps après en Angleterre.

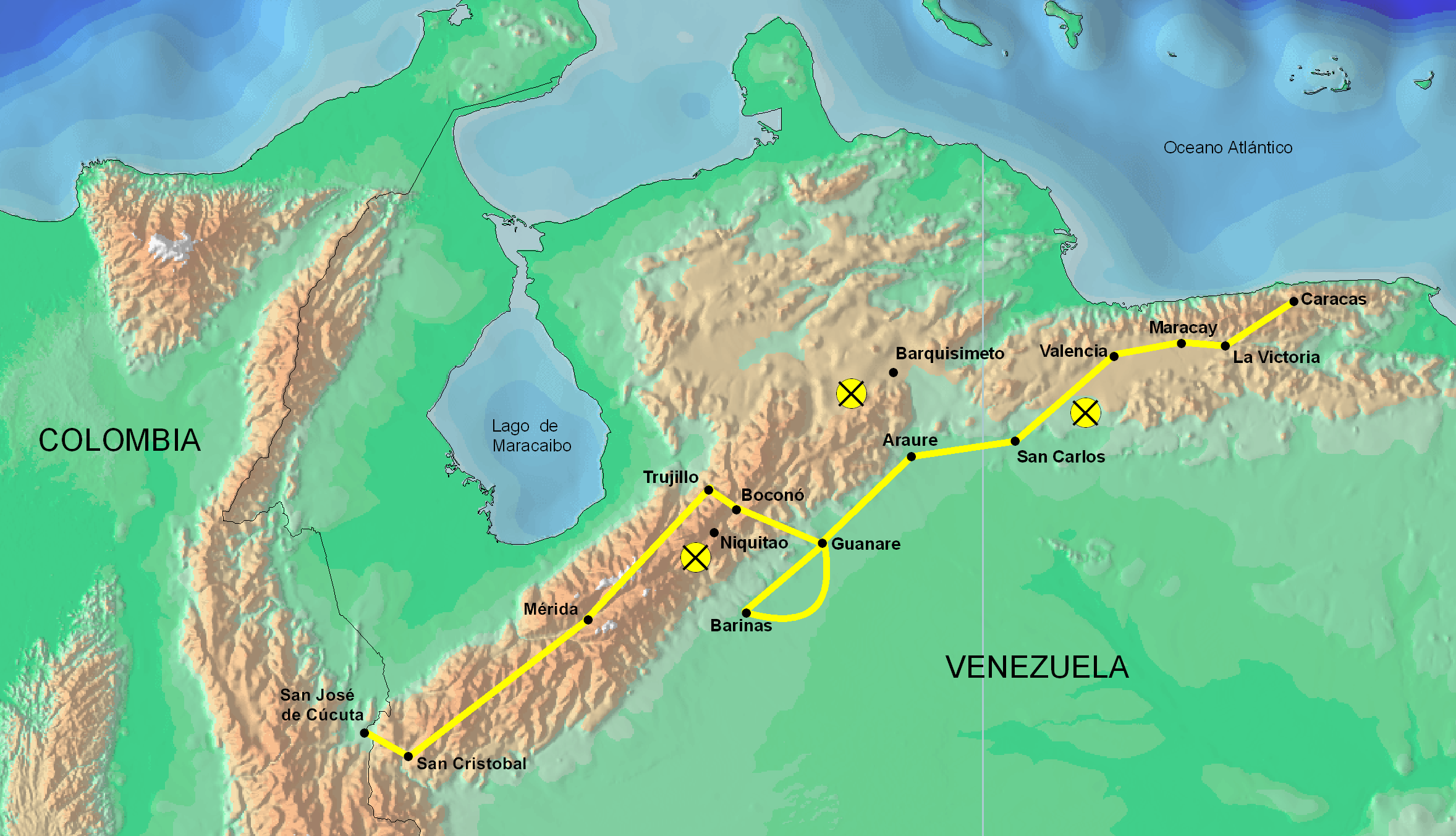
Campagne Admirable (1813)

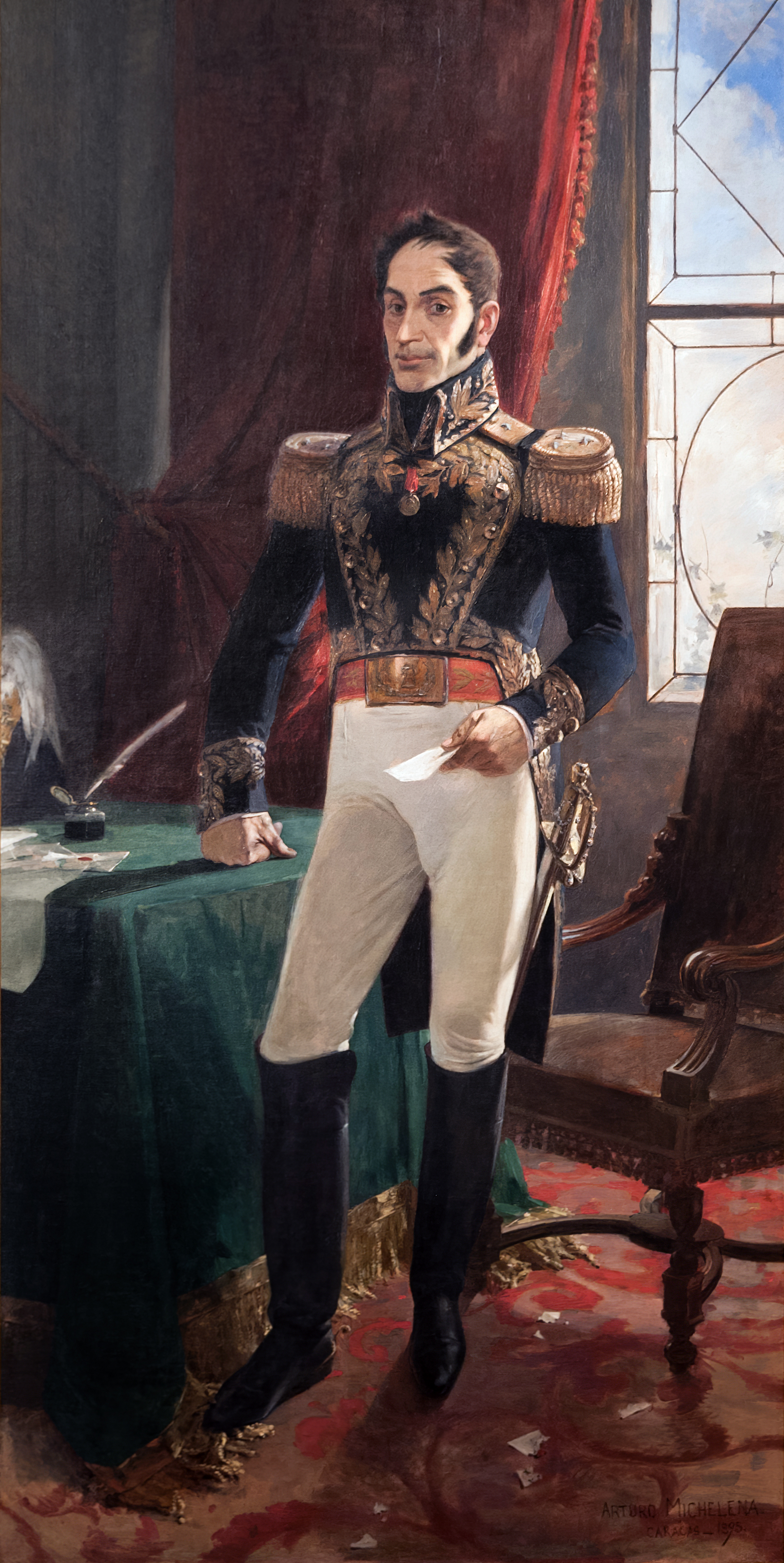
Simón Bolívar (1783-1830)

Il reprend la lutte en 1810. Le 19 avril 1810, à Caracas, une junte qui a destitué le commandement espagnol prend le pouvoir. Le 5 juillet 1811, un congrès élu au suffrage censitaire proclame l'indépendance du Venezuela sous l'impulsion de Francisco de Miranda et de Simón Bolívar; et en décembre 1811, une Constitution est votée. Mais la situation se renverse, lorsque des troupes espagnoles débarquent à Coro, commandées par le général Domingo Monteverde; cette armée reconquiert le pays entre mars et juin 1812. À la fin de cette campagne, Simón Bolívar participe à l'arrestation du général Francisco de Miranda à La Guaira. La Première République est renversée, et les Espagnols reprennent le pouvoir; jusqu'en août 1813, moment où Simón Bolívar arrive en vainqueur à Caracas après la « Campagne Admirable » qui l'a vu traverser la Nouvelle-Grenade (actuelle Colombie) et le Venezuela, entre mars et août 1813 (le titre de « Libertador » lui est décerné par la municipalité de Caracas le 14 octobre 1813).
La Deuxième République est proclamée en août 1813, malgré quelques victoires comme les batailles d'Araure, Bacachica, Carabobo, les troupes espagnoles épaulées par les llaneros de José Tomas Boves remportent la victoire décisive de Puerta, ce qui force Simón Bolívar et les indépendantistes à quitter Caracas. Des renforts espagnols dirigés par le général Morillo arrivent en Amérique du Sud en 1815 pour faire respecter l'autorité espagnole. En mai 1816, Simón Bolívar débarque sur l'île de la Marguerite (il a embarqué avec des troupes en Haïti), puis il débarque au Venezuela, mais cette tentative est un échec et il doit se replier sur Haïti. Il réalise une nouvelle tentative le 1er janvier 1817 avec 4.300 hommes ; il s'empare de l'ile d'Angustura (aujourd'hui Ciudad Bolívar, capitale de la Guyane vénézuélienne, sur l'embouchure de l'Orénoque), en juillet 1817. Le 2e congrès du Venezuela y est réuni le 15 février 1819.
Dans cette même ville, le Parlement crée la Grande Colombie par la Loi Fondamentale de la république de Colombie (cette loi vise à rassembler en un même État les provinces du Venezuela, de la Nouvelle-Grenade, et de Quito (les actuels pays du Venezuela, de la Colombie, de l'Équateur, et du Panama). La constitution est votée le 17 décembre 1819, et Simón Bolívar devient président et dictateur militaire.
Après un bref armistice signé avec le gouvernement libéral espagnol en novembre 1820, la guerre reprend en avril 1821. Le Venezuela obtient son indépendance définitive par la victoire décisive de Carabobo le 24 juin 1821 ; Simón Bolívar entre en vainqueur à Caracas le 29 juin 1821. Après 1821-1822, Brésil, Venezuela et Amérique centrale, les nouveaux États nés des guerres d'indépendance jouent un rôle important dans le lancement de la caféiculture, jusque-là très peu développée. Ils voient dans le café un produit d'exportation tourné vers les pays en forte croissance, Angleterre et États-Unis, qui leur permet de tourner le dos à leurs ex-empires coloniaux et se donner aussi une indépendance économique.
Dès 1826, le général José Antonio Paez dirige un mouvement socio-politique nommé "la Cosiata" qui va contre le gouvernement de Bogotá (là où sont concentrés le siège général de la Grande Colombie) et la politique centraliste de son président Simon Bolivar. En 1830, le Venezuela devient alors un État indépendant (séparé de l'État de la Grande Colombie) la même année que l'État de l'Équateur et du Panama. Le Venezuela est l'un des trois pays ayant émergé de l'effondrement de la Grande Colombie, (les deux autres étant la Colombie et l'Équateur).Le général Jose Antonio Paez, qui a mené la guerre dans les Llanos, devient le premier président de la république du Venezuela.
Diverses rébellions sont à noter entre 1858 et 1870 opposant libéralistes et conservateurs.

### Subdivisions, régions, provinces, départements, districts, pays

1840
1856
1901
1909
1990

## XXesiècle: dictatures, pétrole, pacte de Puntofijo

### Dictatures et pétrole
Pendant la première moitié du XXe siècle, le Venezuela est dirigé par des gouvernements militaires qui promeuvent l'industrie pétrolière. Au début du XXe siècle, la découverte de réserves de pétrole amène en effet le Venezuela à passer d'une économie basée à 96 % sur le cacao et le café, à une économie pétrolière.

#### 1899-1908: régime Cipriano Castro

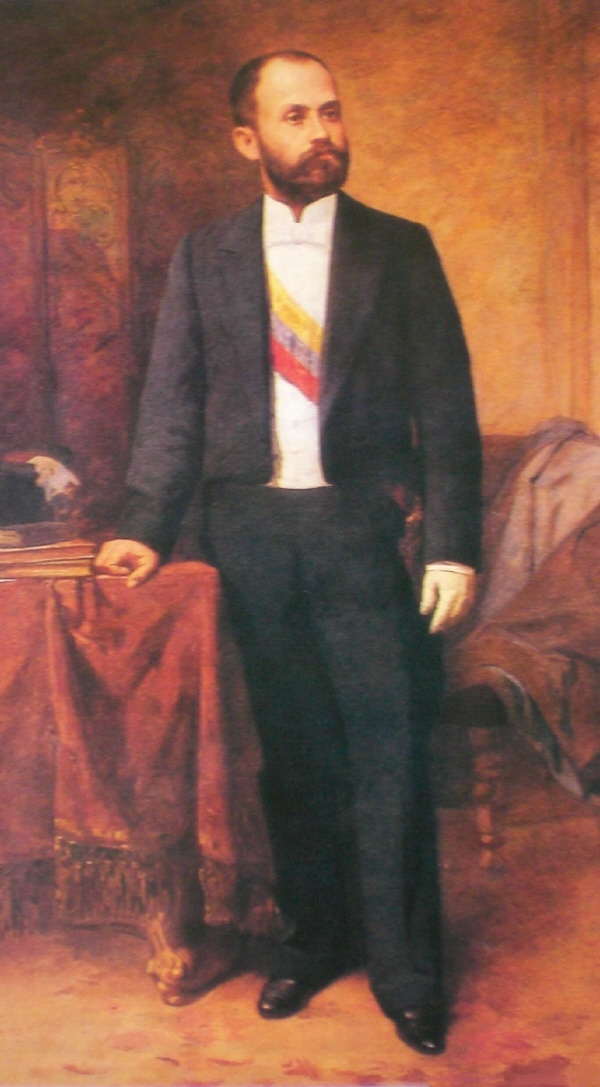
Cipriano Castro

Cipriano Castro (1858-1924), président du Venezuela entre 1899 et 1908, est un caudillo « nationaliste », hostile à la prédominance des intérêts étrangers dans son pays. Ainsi, il critique le contrôle des ports vénézuéliens par les Britanniques, la mainmise allemande sur le commerce et l'exploitation américaine de l'asphalte. En 1901, le Royaume-Uni tente de le déstabiliser en soutenant ses adversaires politiques. Il riposte en faisant saisir quelques petits vaisseaux britanniques des Caraïbes.
En 1902, une intervention anglo-germano-italienne est décidée contre le Venezuela auquel les trois puissances réclament des indemnités de l'ordre de 12 millions de dollars pour leurs intérêts lésés au cours des guerres civiles des années 1880. Leurs flottes établissent un blocus des cotes vénézuéliennes et un ultimatum est lancé le 7 décembre. Cipriano Castro refuse de s'incliner et fait arrêter les sujets britanniques et allemands résidant sur le territoire national. Ceux-ci sont rapidement relâchés mais le 13 décembre, la coalition bombarde la ville de Puerto Bello et la forteresse de San Marcos. Finalement, les États-Unis, craignant une violation de la doctrine Monroe — interdisant une intervention militaire européenne en Amérique —, poussent les deux parties à accepter l'arbitrage. Par la suite, la doctrine Drago interdit l'usage de la force militaire pour réclamer le paiement des dettes d’État à État.
De nouvelles crises diplomatiques se produisent en 1904. Les États-Unis entendent profiter de leur intervention pour interférer dans les affaires intérieures vénézuéliennes, ce qui conduit à la rupture des relations diplomatiques entre les deux pays. Cipriano Castro envoie par ailleurs des agents dans les iles néerlandaises de Curaçao, d'où des raids sont organisés par ses opposants contre son régime. Les Pays-Bas réagissent par une démonstration navale. En 1908, des problèmes de santé l'obligent à effectuer un voyage en Europe ; son vice-président, Juan Vicente Gómez, saisit l'occasion pour s'emparer du pouvoir.

#### 1908-1935: régime Juan Vicente Gómez

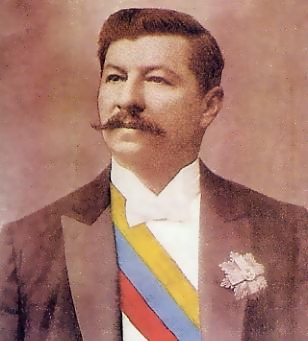
Juan Vicente Gómez

Le dictateur Juan Vicente Gómez (1857-1935) dirige le pays de 1908 jusqu'à sa mort en 1935. Avec l'aide de capitaux étrangers, il développe les réseaux ferroviaire et routier du pays et de nombreux travaux d'infrastructure publique. En 1914, la découverte et l'exploitation d'importants gisements de pétrole dotent le Venezuela d'une source de richesses considérable, ce qui permet à l'État de rembourser la dette extérieure du pays et vaut à Gómez une certaine renommée internationale. Il s'associe ouvertement au capitalisme étranger dont il obtient l’appui financier. Il parvient aussi à jouer efficacement les Anglais contre les Américains, et inversement, pour favoriser les intérêts du Venezuela.
Il se constitue une fortune personnelle considérable. Devenu l'un des plus importants propriétaires terriens du pays, son palais comprend une centaine de chambres et des jardins somptueux. Le régime s’appuie en grande partie sur l'armée, qui devient l'une des principales sources de dépenses de son gouvernement. Il entretient par ailleurs toute une cour de journalistes pour vanter ses réalisations. Le nombre de prisonniers politiques augmente et Gomez leur supprime tout recours afin d'éviter des procès. La torture est régulièrement utilisée et la milice personnelle de Gomez, les Llaneros, se charge d'assassiner les opposants les plus dangereux. Une Fédération des étudiants vénézuéliens, motivée par l'exemple du mouvement de la Réforme universitaire ailleurs en Amérique et soutenu par les gauches libérale et socialiste du pays, engage un combat contre la dictature mais Gómez parvient à réprimer la contestation. Les étudiants ayant participé au mouvement sont condamnés aux travaux forcés.

#### Galerie présidentielle

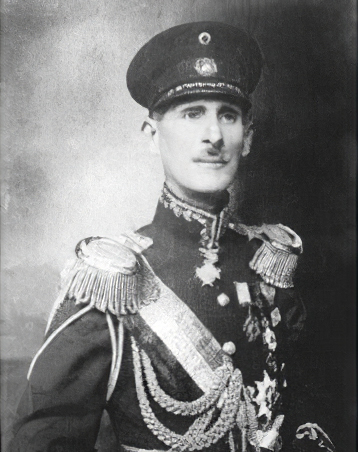
Eleazar López Contreras 1935-1941
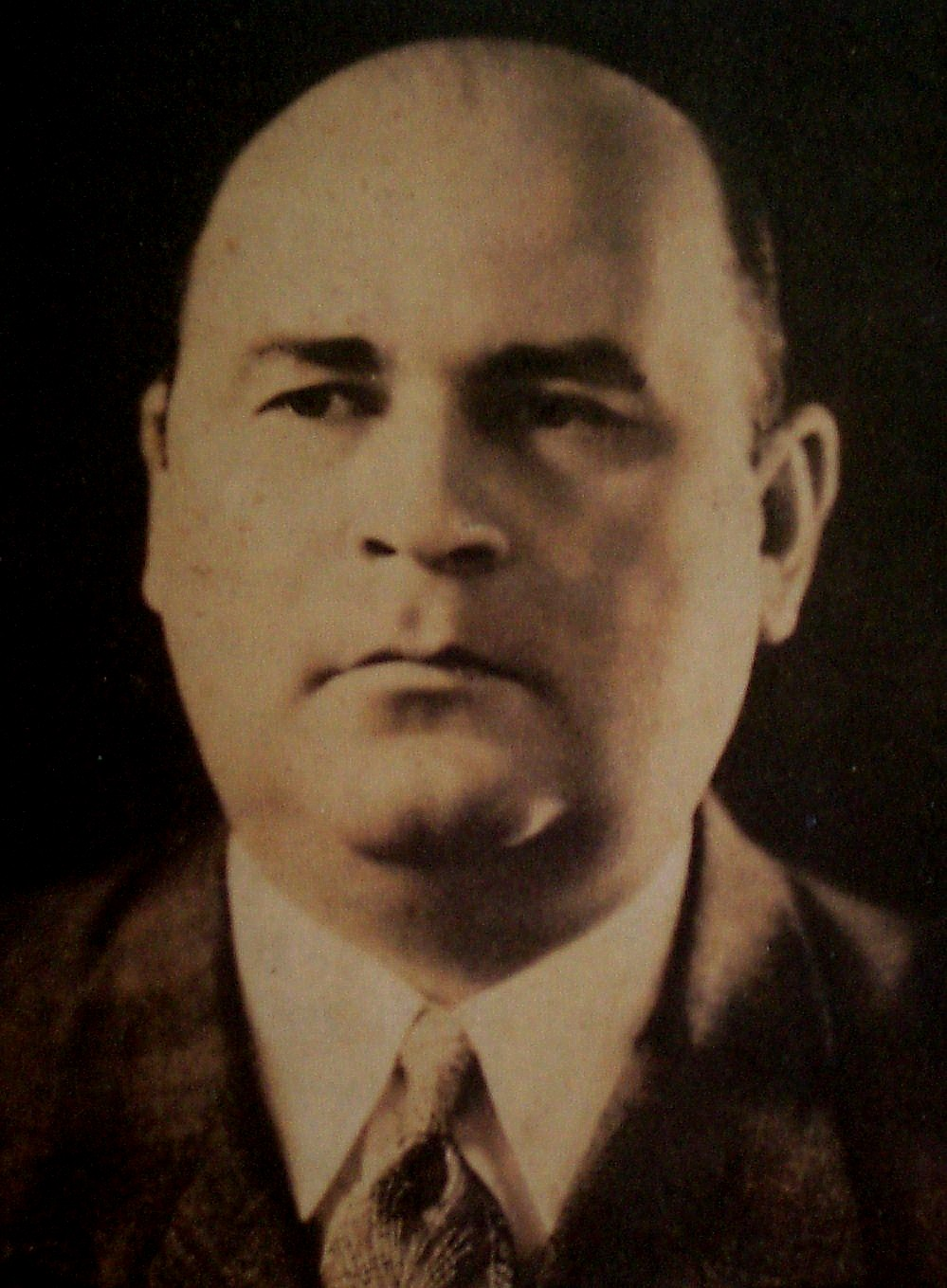
Isaías Medina Angarita 1941-1945
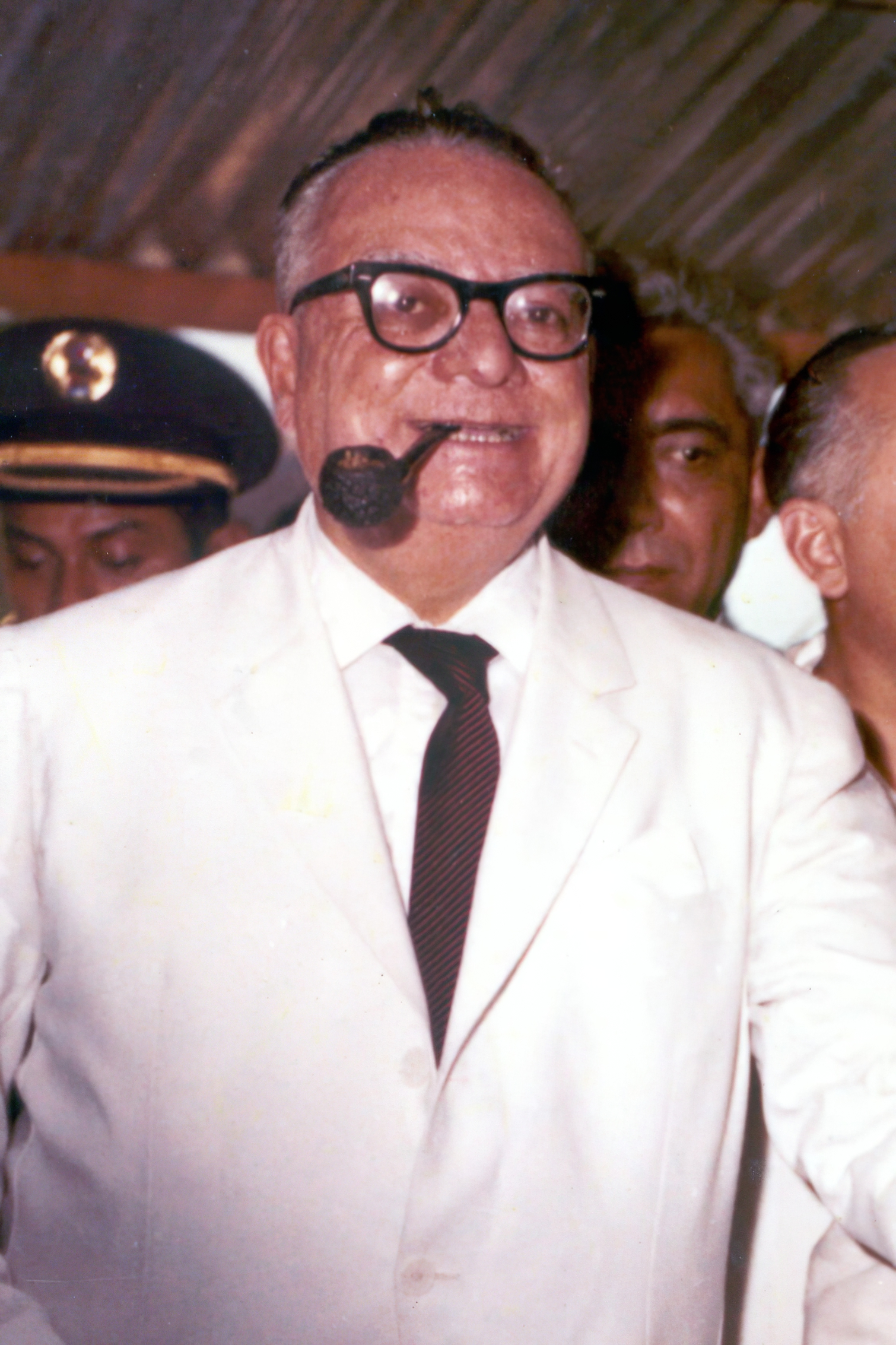
Rómulo Betancourt 1945-1948, 1959-1964
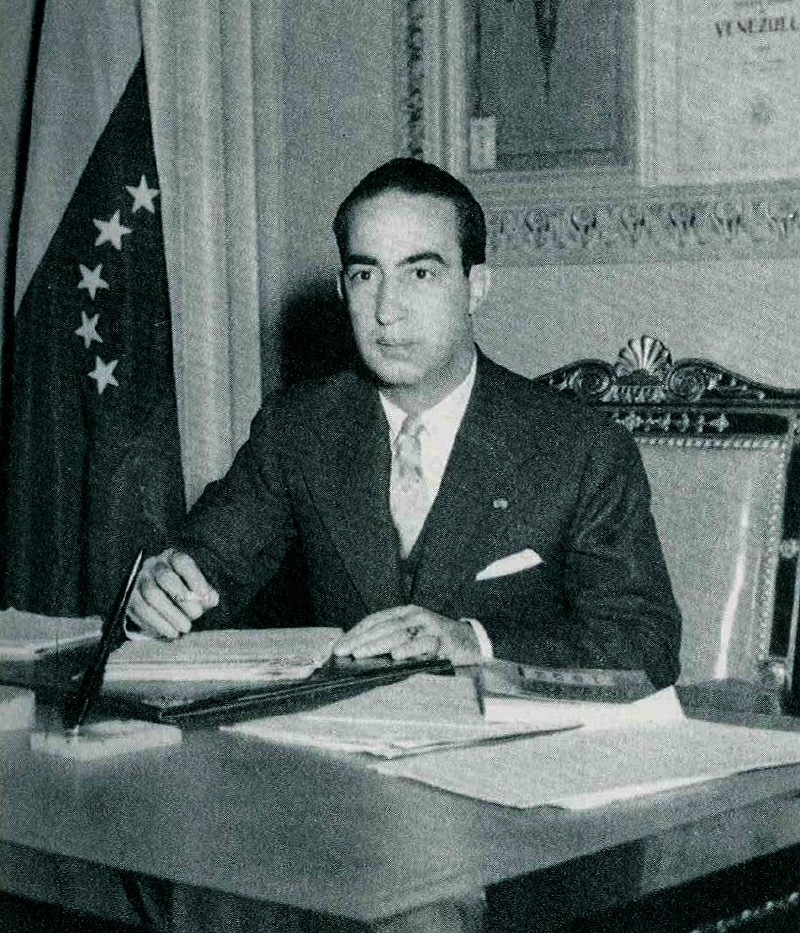
Germán Suárez Flamerich 1950-1952
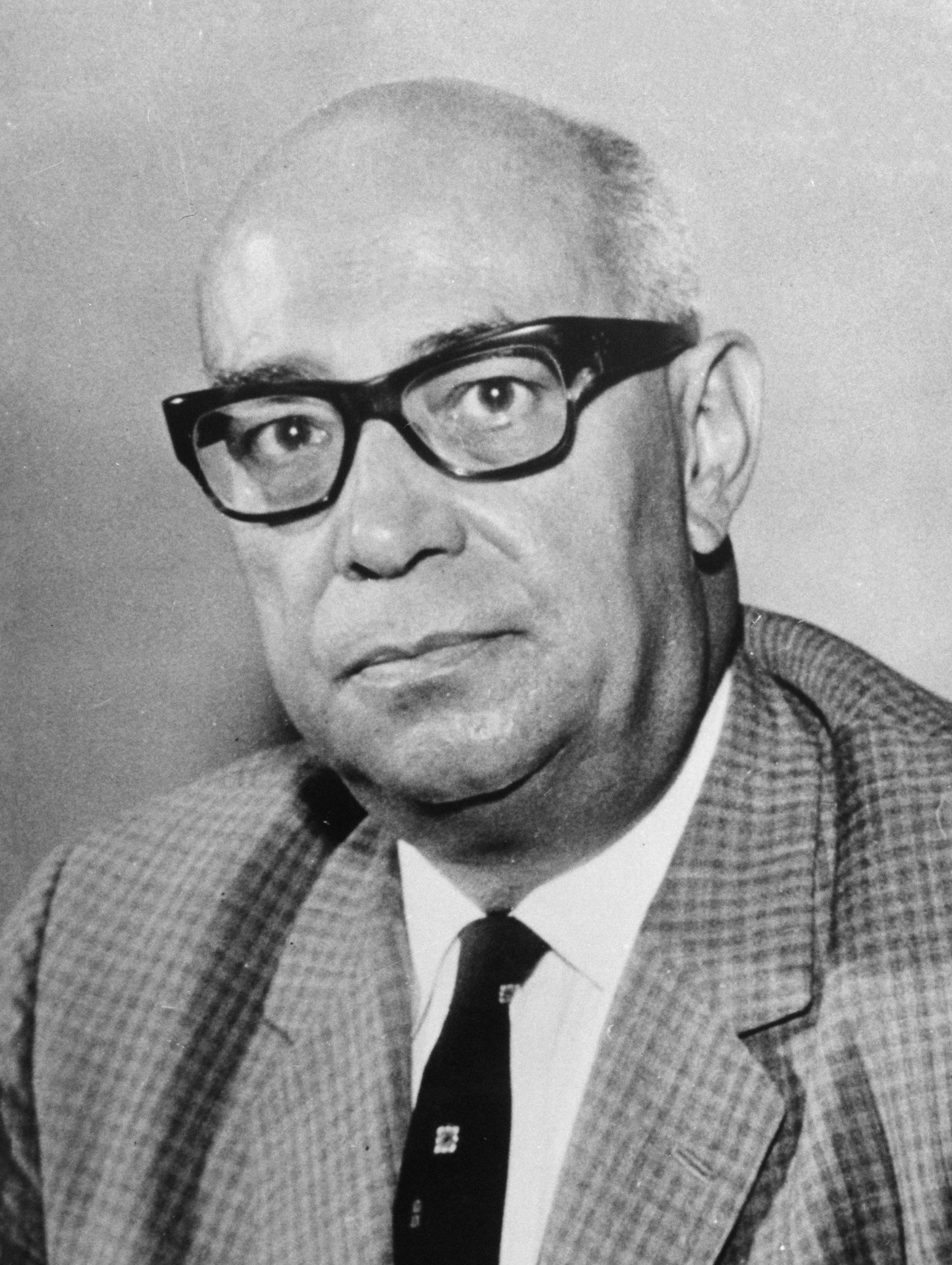
Raúl Leoni 1964-1969
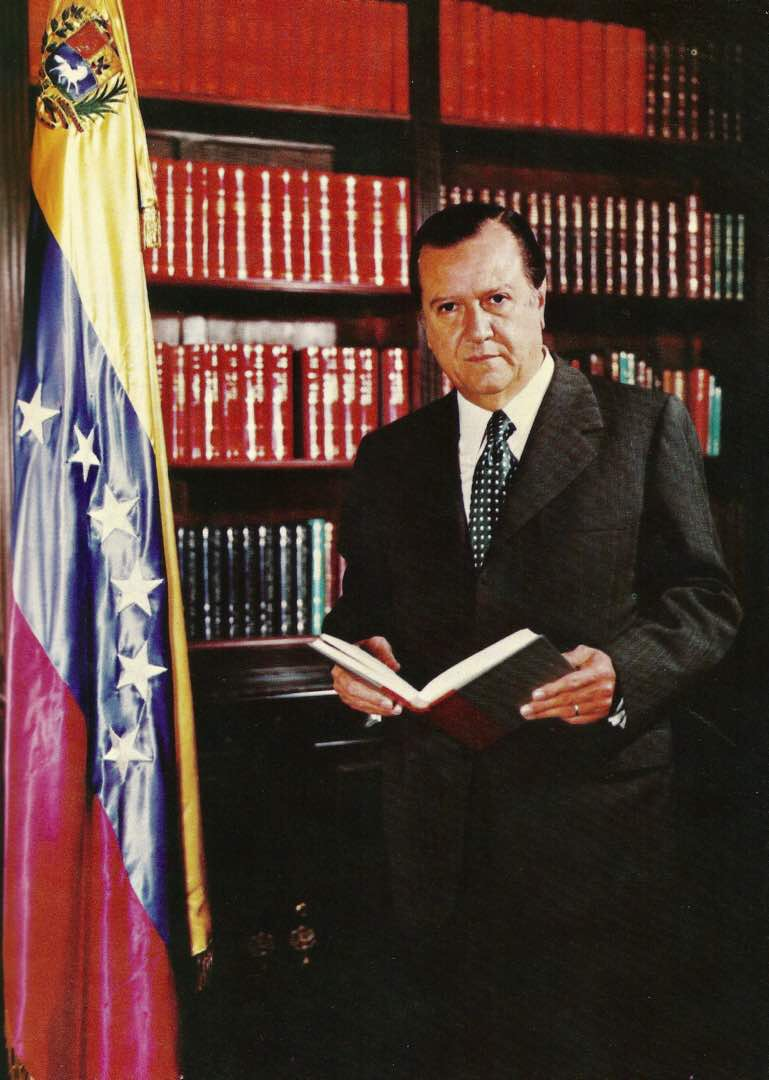
Rafael Caldera 1969-1974, 1994-1999
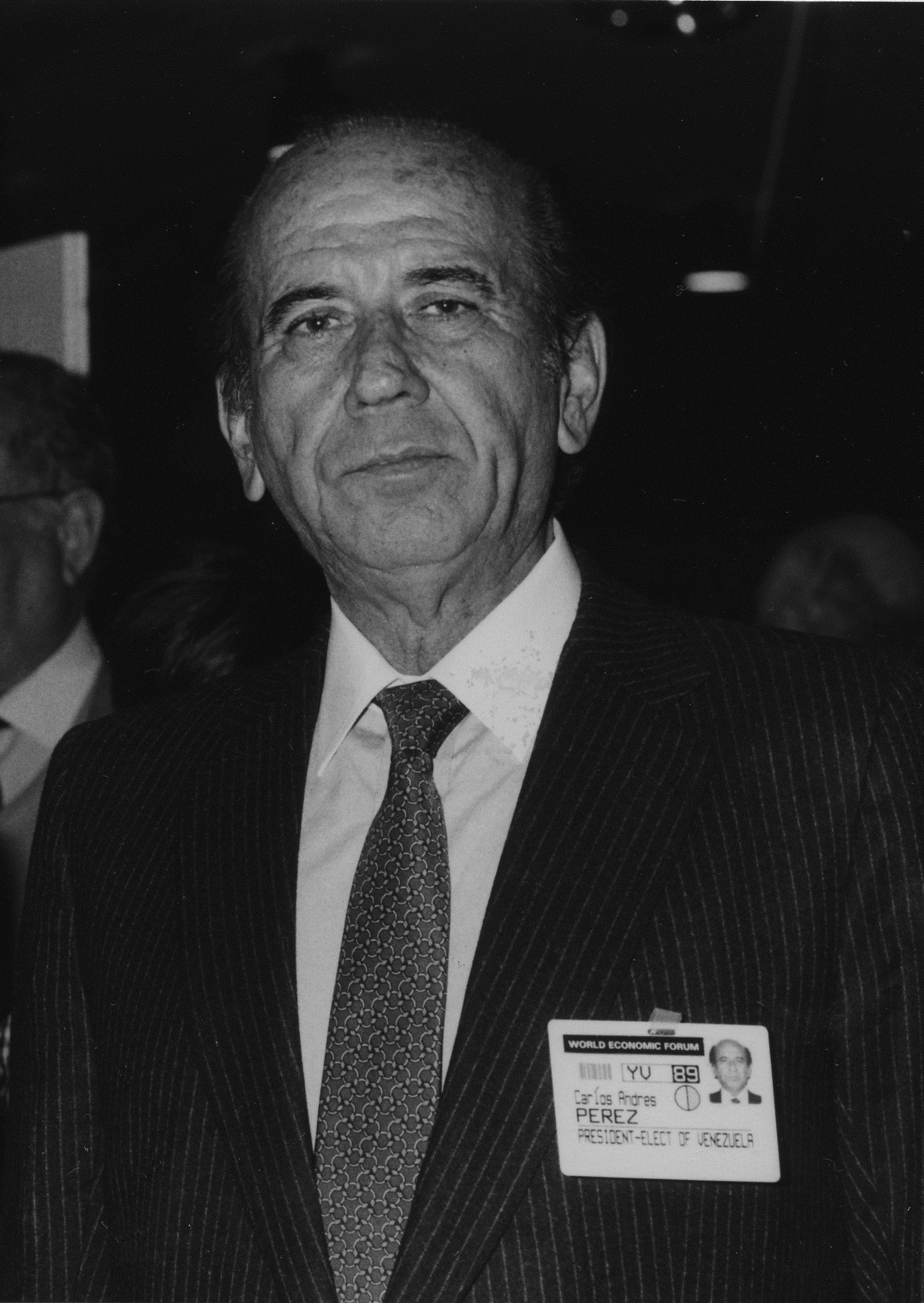
Carlos Andrés Pérez 1974-1979, 1989-1993
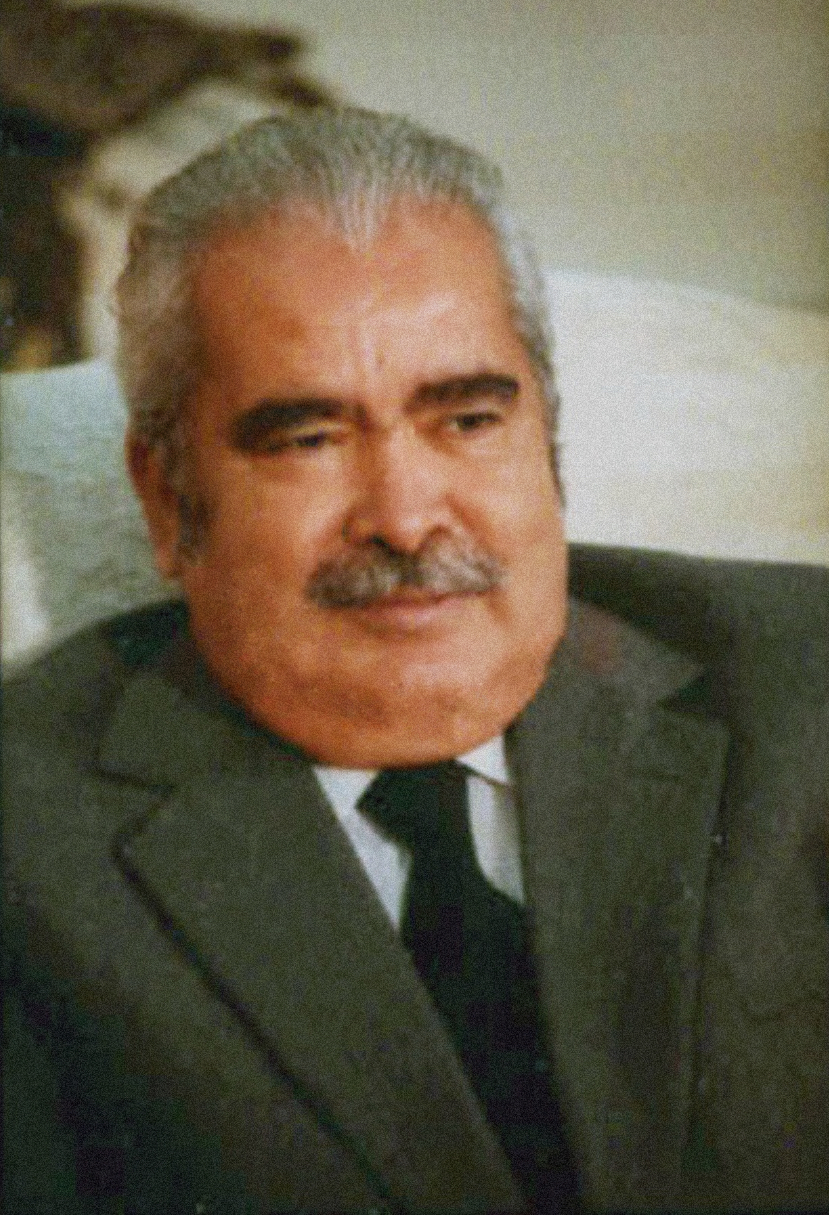
Luis Herrera Campins 1979-1984
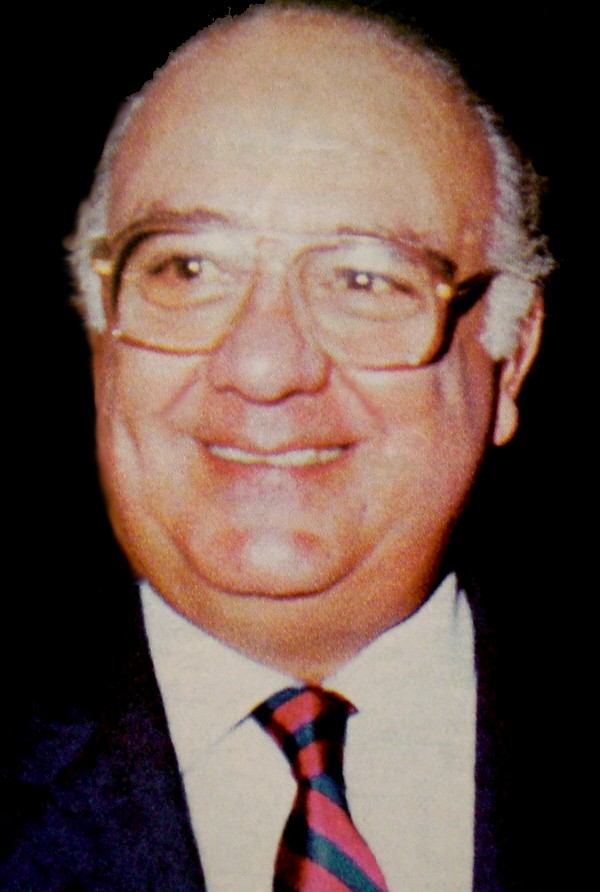
Jaime Lusinchi 1984-1989

### 1936-1958: transitions, vote universel et dernières dictatures du siècle
De 1936 à 1941, le pays est dirigé par Eleazar López Contreras, puis de 1941 à 1945 par Isaías Medina Angarita. Ce dernier légalise les partis politiques d'opposition (dont l'Action démocratique et le Parti communiste) et rétablit la liberté d'expression, met en place une réforme agraire modérée, une première loi sur les hydrocarbures favorable à l’État au détriment des multinationales et étend la Sécurité sociale. Il est renversé par un coup d'État civico-militaire associant le parti Action démocratique à des groupes militaires clandestins du major Marcos Pérez Jiménez.
Devenu président par coup d'État, Rómulo Betancourt (1908-1981) préside le pays de 1945 à 1948, suivi de l'écrivain Rómulo Gallegos (1884-1969), élu dans les premiers suffrages directs, vote secret et universel (les femmes votent pour la première fois) en février 1948. Celui-ci lance des réformes et réduit les privilèges des sociétés pétrolières étrangères. Neuf mois plus tard, il est renversé par un nouveau coup d'État militaire dirigé par Carlos Delgado Chalbaud, Luis Felipe Llovera Paez et Marcos Pérez Jiménez qui gouverne le pays de manière dictatoriale de 1953 à 1958.

#### 1958: pacte de Puntofijo
La chute de Marcos Pérez Jiménez en 1958 donne lieu au pacte de Puntofijo, qui précise le nouveau système politique. Les gouvernements sont alors élus démocratiquement.
Rómulo Betancourt est président de 1959 à 1964, après avoir remporté l'élection présidentielle du 7 décembre 1958, obtenant 49,2 % des voix contre 34,6 % des voix pour Wolfgang Larrazábal et 16,2 % pour Rafael Caldera. Le 3 janvier 1960, 21 personnes sont arrêtées pour tentative de coup d'État, après des attentats qui ont visé des émetteurs radio et le domicile du colonel Padron, un ancien gouverneur de Caracas. Trujillo, dictateur de la République dominicaine, tente d'assassiner Betancourt le 24 juin 1960.
Les principaux partis de cette époque sont l'Action démocratique (AD, Acción Democratica social-démocrate), le COPEI (social-chrétien) et l’Union républicaine et démocratique (Unión Republicana Democrática), qui se sont alliés, écartant le Parti communiste du Venezuela (PCV). Confronté à plusieurs rébellions paysannes ou militaires, le gouvernement fait interdire le Parti communiste du Venezuela et le Mouvement de la gauche révolutionnaire (Venezuela) (es).

#### Bipartisme politique et dette sociale
Après les premières présidences à la suite du Pacte, le développement se construit autour des bénéfices de l'exploitation du pétrole vénézuélien de plus en plus développé. L'industrie pétrolière est nationalisée en 1976, ce qui fait du pays un pétro-État donnant à ses administrateurs l'opportunité d'industrialiser le pays dans d'autres filières. Malgré l'échec ou la réussite partielle de ces politiques, le Venezuela est un pays fortuné dans la région.
Des grands projets d'envergure voient le jour et une partie réduite de la population bénéficie de la manne pétrolière. La démographie explose et le pays connait une forte affluence de migrants économiques de la région, ainsi que des communautés latines d'Europe.
Le niveau de dépendance à la source de revenues pétrolier reste cependant disproportionné. L'économie et le développement du pays fluctuent en fonction du prix du pétrole, ce qui augmente la vulnérabilité de l'immense majorité de la population.

#### 1989: la grèvecaracazo
Carlos Andrés Pérez est élu de nouveau en 1988, et adopte des mesures inspirées du néolibéralisme pour résoudre la crise. En réaction à ces mesures, le peuple se soulève à Caracas et aux alentours les 27 et 28 février 1989.
L'envoi de l'armée contre la population révoltée (plan Avila) entraîne la mort de 300 personnes selon les chiffres officiels et aux alentours de 3 000 personnes suivant des sources non-officielles.

#### 1992-: coups d'État dirigés par Hugo Chavez
En 1992, dans un pays où la majorité de la population reste défavorisée, il se produit deux tentatives de coup d'État par des militaires pour prendre le pouvoir par les armes (en février et novembre). La première commandée par Hugo Chávez lui-même, et la deuxième par un groupe de militaires sous son influence.

## XXIesiècle: le bolivarisme-socialisme de Chavez

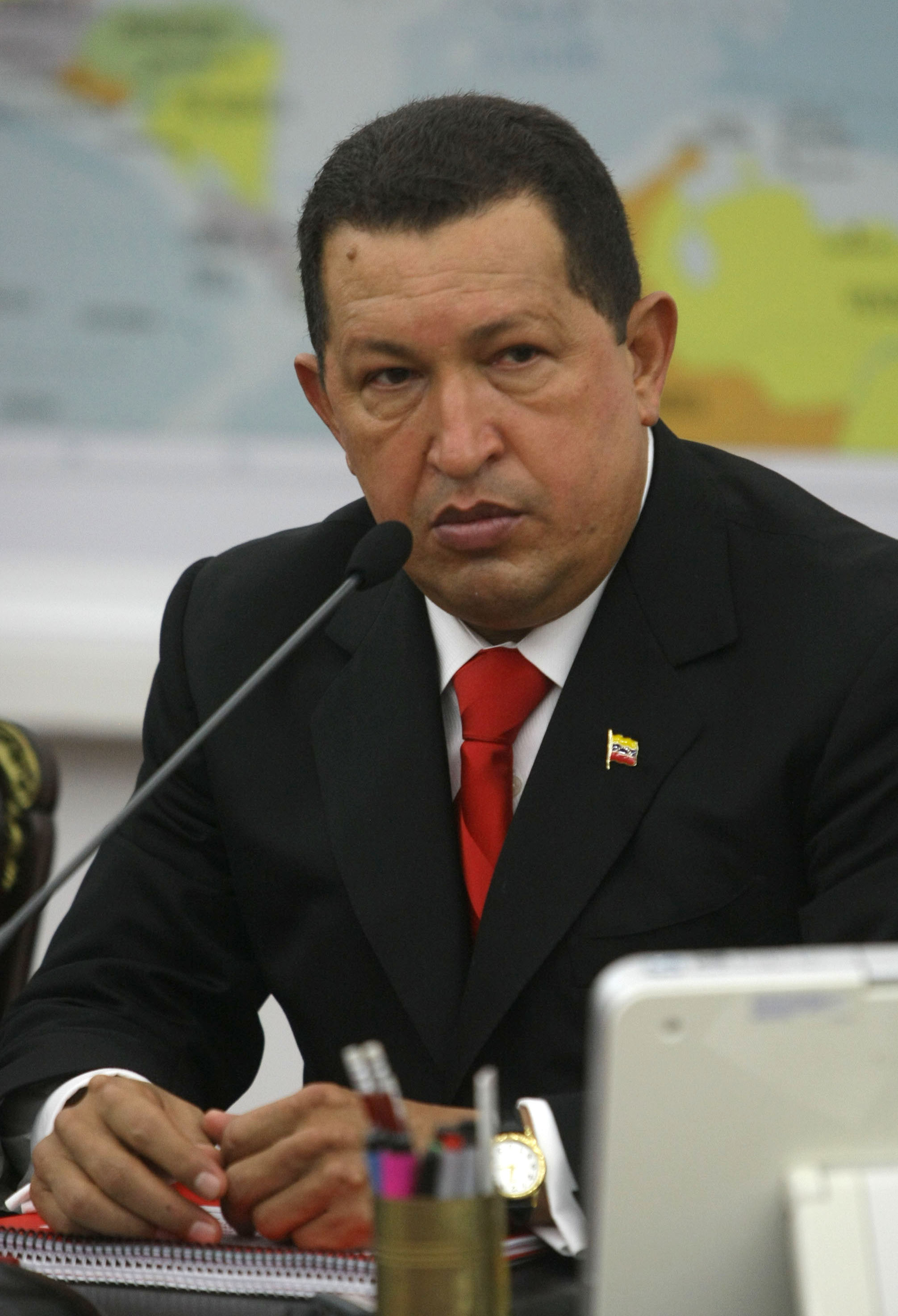
Hugo Chávez, 2010

### 1999-2013: présidence Hugo Chávez
- Présidence d'Hugo Chávez

### Reformes politiques
Rafael Caldera est élu président en 1994. Afin de résoudre les crises politiques et institutionnelles par la voie du dialogue, il décide de gracier la plupart des dirigeants des soulèvements militaires. Cela permet à ces groupes révoltés de s'organiser pour une conquête du pouvoir pacifique dans les années 1990.
Le 9 décembre 1998, Hugo Chávez (1954-2013) est élu président avec une majorité absolue (56 %). Le taux de participation est historiquement faible (environ 60 %, vs. un historique de participation d'environ 80 % pour les 9 dernières présidentielles sur 50 ans). Dès le début de son mandat il met en œuvre une de ses premières promesses électorales, prioritaire pour lui, l’idée d’une Assemblée constituante. cette réforme lui permet de modifier le socle politique du pays, de permettre la réélection du président et des gouverneurs, d'allonger la durée des mandats et d'établir les réformes souhaitées. La Constitution de 1999, fait de la « participation » l’un de ses principes fondateurs.
Il organise de nouvelles élections présidentielles, qui ont lieu le 30 juillet 2000, sous la nouvelle constitution en vigueur. Hugo Chavez en sort vainqueur avec 59 % des voix, contre le gouverneur de Zulia Francisco Arias Cardenas, un de ses anciens alliés et homme politique de gauche. Cardenas est également un ancien officier militaire jurant de démanteler un statu quo corrompu et incompétent.
Le bolivarisme et le socialisme de Chavez se concentrent sur la mise en place de programmes « prêt à porter » pour garantir l'accès à l'éducation, la santé, l'habitat et la sécurité aux classes les plus populaires, qui n'avaient tiré aucun bénéfice de la manne pétrolière. Il exproprie des entrepreneurs et redistribue le revenu aux paysans et aux travailleurs pauvres. Il fait passer de nombreux décrets et lois visant à réformer la politique du pays.

### Reformes économiques: grève générale, coup d'État de Pedro Carmona et grève générale de 2 mois
- Coup d'État de 2002 au Venezuela

Ces réformes économiques ne sont pas du goût de l'opposition, d'abord financière et patronale.
Une grève est déclenchée à la suite de menaces d'interventions de l'exécutif dans des organisations comme PDVSA, qui bénéficiaient jusque-là d'une certaine autonomie. Cette grève de trois jours, poussée par un syndicat proche du patronat (le PTV) mène le 11 avril 2002 à un coup d'État qui renverse illégalement Chavez et son gouvernement pendant 48 heures.
L'Espagne et les États-Unis saluent les décrets de Pedro Carmona, président de Fedecamaras et nommé Président par intérim par les militaires de haut rang. Pedro Carmona tente d'annuler des articles de la Constitution de 1999, qui avait été approuvée par référendum. Avec le support des putschistes, il promet de nouvelles élections présidentielles dans les 90 jours. Pendant ce temps, la seule chaîne publique ne peut plus diffuser à la suite de l'intervention armée des belligérants. Il s'agissait d'empêcher le gouvernement légal et ses alliés de pouvoir communiquer, étant donné que c'était la seule chaîne qui leur était favorable : les 7 chaines privées détenues par la bourgeoisie vénézuélienne opposée à Chavez pouvaient diffuser sans contradiction la propagande favorable aux intérêts du putschiste et patron des patrons vénézuélien, Carmona.
Sous la pression du peuple venu encercler en masse le palais présidentiel, la garde présidentielle restée fidèle à Chavez fait arrêter les putschistes. Chavez reviendra au pouvoir, malgré l'annonce télévisée de sa démission 48 heures plus tôt par le Chef de l'Armée, et cela grâce à un soutien important d'une partie de l'armée restée fidèle. Au retour de Chavez, la plupart des putschistes partent en exil bien qu'ils leur fut promis un jugement équitable.
Quelques mois plus tard, une nouvelle grève massive est organisée par les patrons des entreprises pétrolières et les hauts fonctionnaires de la PDVSA (Petróleos de Venezuela), les mêmes qui avaient été affectés par les décrets d'avril de l'épisode précédent. Le syndicat ouvrier CTV se joint à la grève générale indéfinie. Finalement, la majeure partie des salariés et des responsables de la compagnie se mettent en grève et paralysent l'entreprise pendant deux mois (décembre 2002-janvier 2003).
Les organisations patronales demandaient la libéralisation de l'économie, et les syndicats des améliorations des conditions de travail, tout en montrant une défiance à l'égard de l'officialisme chaviste qui contrôlait la plupart des institutions politiques et de justice et les hautes sphères des sociétés de l'État.
La police réprime durement les manifestants et les gréves se terminent par des licenciements massifs, notamment au sein de la PDVSA, et par la réactivation de son appareil grâce au personnel non gréviste. Des licenciements sont déclenchés en passant outre au droit à la grève et selon un motif strictement d'appartenance ou de position politique puisque plus tard, les licenciés se révèlent être les mêmes que ceux qui avaient apposé leur signature afin de convoquer le nouveau référendum révocatoire, autorisé par la constitution adoptée trois ans plus tôt.
Par la suite, l'opposition s'organise et tente de convoquer un référendum révocatoire. À maintes reprises, elle rassemble des démonstrations massives avec des marches ayant pour but la collecte de signatures pour demander l'organisation du référendum. Des manifestations symétriquement opposées, en soutien d'Hugo Chavez, sont organisées par l'appareil d'État.

### Autoritarisme et changements dans la nouvelle constitution
En décembre 2006, 2 ans et 3 mois après sa victoire contestée au référendum de 2004, le nombre officiel d'inscrits va encore augmenter anormalement de 1.78 millions d'inscrits (14.0 à 15.78 millions). Hugo Chavez est déclaré vainqueur dans un processus d'élection présidentielle le 6 décembre de 2006 avec 63 % des votes et une participation de 75 % des presque 16 millions d'électeurs selon le décompte officiel.
À partir de 2006, Chávez modifie radicalement sa conception de la participation citoyenne et impose un « État socialiste » reposant sur la création de « conseils communaux » (consejos comunales). Le projet initial de mettre en place une démocratie « participative » est remplacé par la construction verticale d’une nouvelle bureaucratie et par la création d’un parti politique officiel « uni et unique » en nette opposition aux principes pluralistes de la Constitution de 1999. Ce socialisme repose sur une profonde contradiction : dans la théorie, il est soutenu par le « peuple » mais, dans les faits, il aboutit à la constitution du Parti socialiste unifié du Venezuela (PSUV), organisation unificatrice de l’État et du gouvernement. Le pouvoir politique et économique se concentre progressivement dans l’exécutif car c’est le gouvernement qui distribue la manne pétrolière. L’appareil administratif de l’État se centralise, les expropriations de terres, entreprises, banques et biens immobiliers étant souvent ordonnées par Chávez lui-même.
Le Parlement européen et des associations comme Amnesty International dénoncent à plusieurs reprises la dérive autoritaire du gouvernement au Venezuela. En dehors des manœuvres électorales, des mesures telle que les interdictions des opposants, les emprisonnements politiques, le harcèlement des médias et la répression des manifestations contestataires sont dénoncées.

## Poursuite du chavisme et problèmes actuels
Malgré la maladie, Hugo Chavez avait décidé réessayer d’être réélu une nouvelle fois et pour une quatrième période (troisième sous la constitution 1999). Le président sortant briguait un nouveau mandat à la suite de la victoire annoncée par le CNE pour les élections d'octobre 2012. L'ex-président gagne selon le CNE avec une participation supérieur à 80% (de 18.9 millions d'inscrits pour cet exercise) et une majorité de 55% sur les 45% de son adversaire Henrique Capriles Radonski.
Président en exercice, il se sépare du pouvoir le 8 décembre 2012 par une transmission télévisuelle où il reconnaissait la gravité d'un abcès pelvien ou cancer détecté bien avant sa dernière campagne, l'explication de sa faible présence lors de celle-ci, sa reconnaissance et gratitude à ses supporteurs et laisse en direct les responsabilités de la présidence à Nicolás Maduro, vice-président de la république, nommé ainsi quelques semaines avant la transmission. Il sera opéré seulement 3 jours après le 11 décembre à Cuba.
Chavez ne récupérera plus ses facultés de mobilité ni ne s'adressera plus jamais en public, et après des longues convalescences et un mutisme d'État, il est déclaré mort le 5 mars 2013 à Caracas. La date exacte de sa mort cérébrale est lourdement disputé et sujet de polémiques.

### 2013-présent: Nicolás Maduro, héritier du chavisme

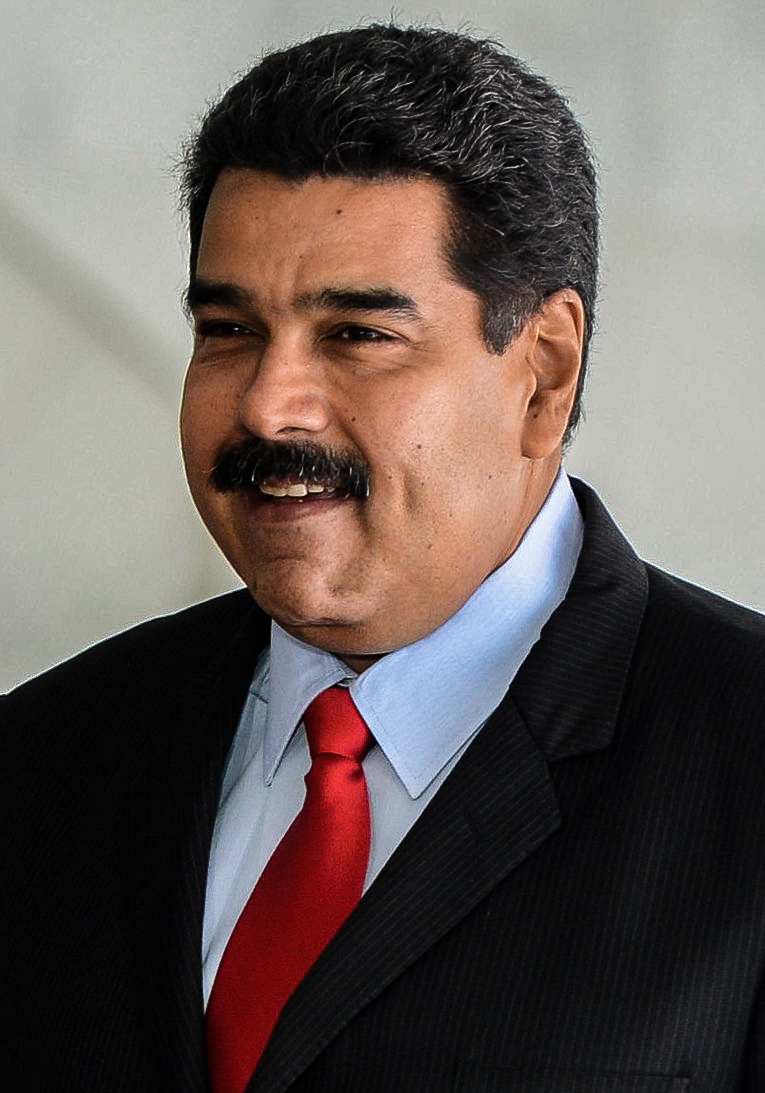
Nicolás Maduro, 2015

Les élections présidentielles prévues dans le cadre de la mort du chef d'État, dans les 30 jours qui suivent sont retardées au 14 avril 2013.
Nicolás Maduro (1962-) est élu avec 272 865 voix d'avance, soit 51 % des voix, contre 49 % pour le même candidat d'opposition quelques mois auparavant.
Henrique Capriles Radonsky et l'opposition traditionnelle ont dénoncé pendant la courte campagne les avantages et les conditions favorables à Maduro s'octroyant de moyens de l'État, plus de temps de parole, et vont même contester sa légitimité en tant que président par intérim, car, selon la constitution, dans l'absence du président pour sa prise du pouvoir au début du mandat, dès le 10 janvier, la fonction aurait dû être occupée par le président de l'assemblée Diosdabo Cabello.
Le résultat est validé par le CNE. Il est également validé par des observateurs internationaux de l’Union des nations sud-américaines (Unasur), de l’Union interaméricaine des organismes électoraux (Uniore), du Marché commun du sud (Mercosur) et ainsi que du Centre Carter. Cependant différents groupes et organisations ont dénoncé des différences énormes de entre les actes de votation et les tickets de vote et plus de 3200 anomalies. Par ailleurs le dépouillement de la moitié des urnes n'était pas validé par les partis d'opposition ayant interdit leur assistance. Le soir de l'élection l'opposition conteste le résultat du scrutin.,Capriles fait un impugnation[pas clair] formelle à l'Unasur et appelle ses partisans à manifester de manière pacifique et comme seules armes les casseroles. Les émeutes et les manifestations qui suivent ont des bilans de morts, blessées, et sont dispersées.
Pendant sa présidence (2013-2019), différentes crises et problèmes se développent dans l'interne. 
Un phénomène d'émigration massive se développe affectant de plus en plus les pays frontaliers et de la région et cependant le Président aurait été réélu avec une proportion supérieur à 2013 ayant 68 % selon les sources officielles. 
Les élections avancées à mai 2018 sont encore une fois contestées, donnant vainqueur le président sortant ayant la plus faible participation historique depuis celle de Romulo Gallegos en 1948. 
Selon la source officielle des statistiques du CNE, la participation serait de 48 % sur 20.5 millions d'inscrits, cependant d'autres sources comme le Groupe de Lima indiquent une participation beaucoup plus faible d'environ 17 % , c'est-à-dire, moins de 3.5 millions de votants.

### Les problèmes actuels
La liste de problèmes actuels n'est pas exhaustive mais le Venezuela connaît dans son histoire contemporaine une série de graves problèmes qui découlent des crises politiques et de l'inefficacité de son administration, quel que soit le gouvernement en place.
- La crise économique débutée en 2012 accentué lors de la chute du prix du pétrole de 2014 à 2016 ;
- La crise de migrants ;
- La crise humanitaire complexe ;
- La crise présidentielle après l'élection de 2018, réélection de Maduro contestée ;
- Les conflits liés à la drogue, le long de la frontière colombienne ;
- La criminalité rampante et de la consommation de drogue ;
- La dépendance vis-à-vis de l'industrie pétrolière et des fluctuations de sa valeur sur le marché ;
- L'exploitation minière chaotique et outrancière qui met en danger la forêt tropicale et les populations indigènes ;
- Le contrôle sur les médias vénézuéliens par le gouvernement ;
- La division du pays entre les pro-Chavez et les anti-Chavez ;
- L'utilisation massive de l'appareil d'État et des ressources des compagnies publiques pour la propagation de messages partisans ;
- L'expropriation d'entreprises privées sur des critères politiques ;
- Les restrictions d'accès aux devises étrangères pour sa population (touristes, importateurs, etc.) ;
- Des pénuries multiples tous types de produits alimentaires, sanitaires, électroménagers, pièces de rechange, etc.
- Les émeutes et les manifestations réprimés et soumises ;
- Les prisonniers politiques ;

Depuis février 2014, le Venezuela connaît la crise politique la plus importante de son histoire. Des milliers de personnes manifestent, initialement contre la violence, dans les rues de Caracas. Les médias évoquent une dizaine de morts (dont des policiers) et une centaine de blessés. Les manifestants anti-gouvernementaux et Leopoldo López demandent le renversement du président M. Maduro. Ce leader d'opposition, ancien maire d'un des districts de la capitale et ancien candidat à l'élection primaire de l'opposition en 2012, sera accusé de toutes les violences et fait responsable devant la justice sans dû procès. En défiance et sa seule vérité contre les autorités, Lopez se remet à attendant un procès juste. L'opposition n'est pas unie, l'ancien candidat à l’élection présidentielle Henrique Capriles (1972-) avait refusé de participer aux manifestations et de soutenir Lopez. Maduro au pouvoir compare la situation dans son pays à la montée du fascisme en Europe dans les années 1930,.
En 2017, une crise institutionnel réapparaît après que l'Assemblée Nationale est jugé en tort d'exercice et évincé de ses pouvoirs législatifs car elle avait passé à majorité d’opposition à la suite de l'élection parlementaire du 6 décembre 2015 pour la période 2016-2021[pas clair]. Des nouvelles manifestations et des nouvelles émeutes provoquent la mort de plus de 130 personnes.

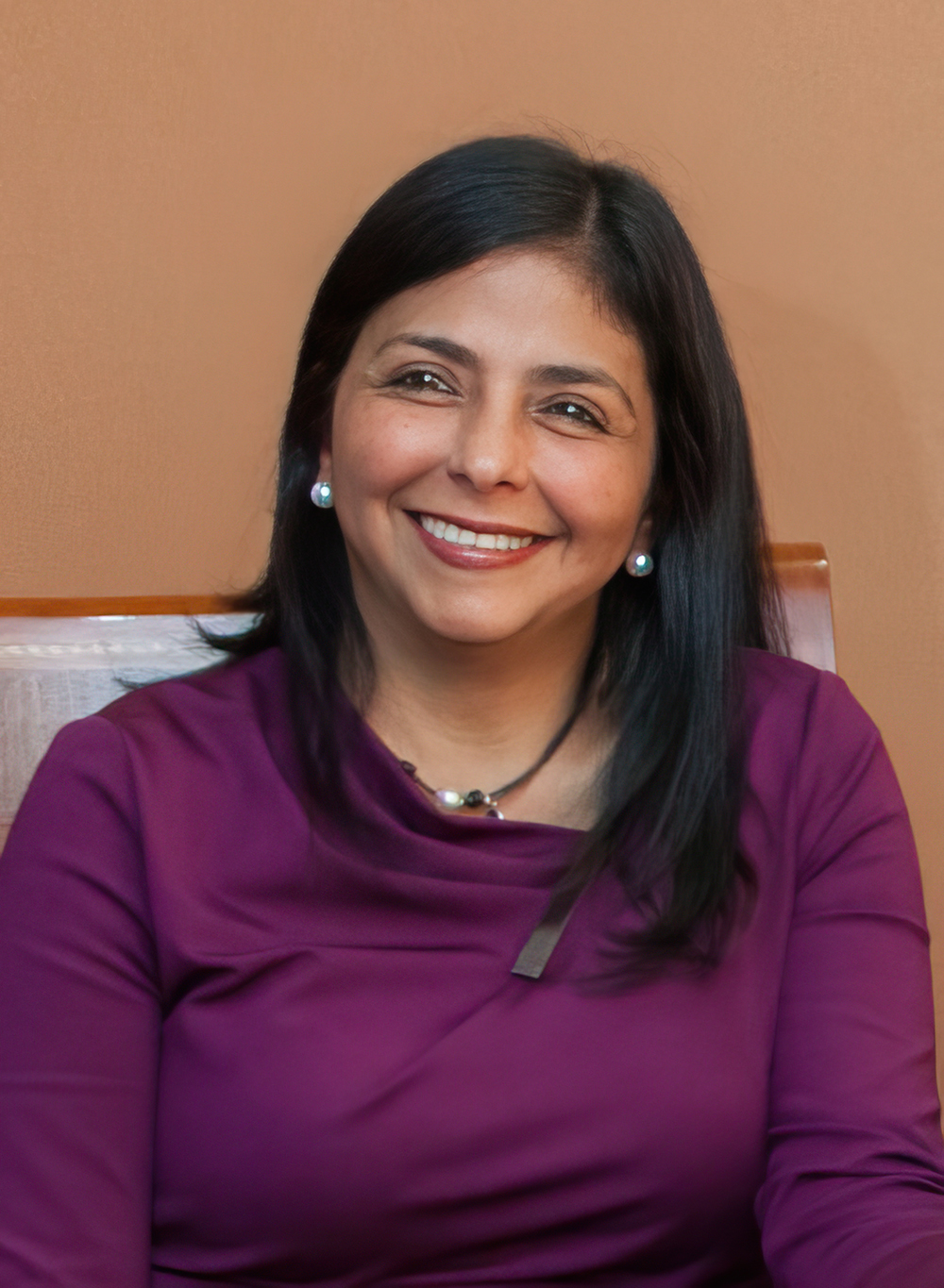
Delcy Rodríguez (1970), vice-présidente depuis 2018

En 2019, à l'issue de la période présidentielle 2013-2019, l’opposition tenta invoquer la constitution pour être chargée du Pouvoir exécutif le temps d'organiser des nouvelles élections, celles de 2018 étant contestées et signalées de nullité ou reconnues partiellement par seulement quelque pays de la communauté internationale. Juan Guaido (1983-), député élu à l'Assemblée National (2016-2021) ayant la présidence de celle-ci, assume publiquement cette charge et la présidence par intérim en janvier 2019. En évoquant les articles 233, 333 et 350 de la Constitution Guaido serait président par intérim dès le 10 janvier 2019, date de fin de l'ancien période présidentiel. Une nouvelle crise institutionnel s'ouvre et se rajoute aux problèmes actuels du pays.
Le 20 septembre 2022, la présidente de la mission de recherche de faits indépendante des Nations unies Marta Valinas dénonce les services de renseignement du Venezuela, les accusant d'avoir commis des crimes contre l'humanité pour réprimer l'opposition, sur les ordres du président Nicolas Maduro et d'autres hauts fonctionnaires. La mission révèle que 122 cas, incluant de la torture, des violences sexuelles et d'autres traitements cruels et dégradants, ont été perpétrés par des agents des services de contre-espionnage militaire (DGCIM). En outre, le National Intelligence Service (SEBIN) aurait torturé, détenu ou maltraité des personnalités politiques de l'opposition, des journalistes, des manifestants et des défenseurs des droits de l'homme. Elle appelle la communauté internationale à surveiller strictement le développement du pays à faire progresser la justice, la responsabilité et le respect des droits humains.
Le rapport du Conseil des droits de l'homme des Nations unies a révélé le 25 septembre 2022 les violations des droits de l'homme en cours dans l'Arc minier, situé dans le sud du Venezuela. L'ONG FundaRedes a condamné la destruction d'au moins 1 200 hectares de forêt vierge dans l'État de Bolivar à la suite d'une activité minière illégale dans la région, qu'elle attribue à Maduro.
En novembre 2022 à Mexico, le pouvoir et l'opposition vénézuélienne signent un accord qui intègre un dégel de certains avoirs placés à l'étranger, liquidées qui devront servir pour des projets sociaux.